# Tampa Bay Buccaneers
O Tampa Bay Buccanneers são uma franquia profissional de futebol americano sediada em Tampa, Flórida. Os Buccaneers atualmente competem na National Football League (NFL) como uma equipe membro da NFC South. Junto com o Seattle Seahawks, a equipe entrou para a NFL em 1976 como uma equipe de expansão. Durante o realinhamento da liga em 2002, os Bucs se juntaram a três ex-equipes da NFC West para formar a NFC South. O clube é de propriedade da família Glazer e joga seus jogos em casa no Raymond James Stadium, em Tampa.
Os Buccaneers são a primeira equipe de expansão pós-fusão a conquistar um título de divisão, ganhar um jogo de playoff e sediar e jogar em uma final de conferência; todas as três realizações ocorreram durante a temporada de 1979. Eles também são o primeiro time desde a fusão a completar uma temporada vitoriosa ao iniciar 10 ou mais novatos, o que aconteceu na temporada de 2010. Em 1976 e 1977, os Buccaneers perderam seus primeiros 26 jogos. Eles não ganhariam seu primeiro jogo na história da franquia até a semana 13 de 1977. Após uma breve era vitoriosa no final dos anos 70 e início dos anos 80, a equipe sofreu 14 temporadas consecutivas de derrotas. Então, por um período de 10 anos, eles foram todas as vezes para os playoffs e venceram o Super Bowl XXXVII no final da temporada de 2002, retornando ao Super Bowl dezoito anos depois, em 2020, com o quarterback Tom Brady, faturando o seu segundo título.

## "Tampa Bay"
O nome "Tampa Bay" é frequentemente usado para descrever uma área metropolitana geográfica que engloba as cidades ao redor do corpo de água conhecida como Tampa Bay, incluindo Tampa, São Petersburgo, Clearwater, Bradenton e Sarasota. O "Tampa Bay", em nome de franquias de esportes profissionais locais, como Buccaneers, Rowdies, Rays, Lightning, Storm e o antigo Mutiny, denota que eles representam toda a região, não apenas Tampa.

## Origens
A franquia de expansão de Tampa Bay foi originalmente concedida a Tom McCloskey, dono de uma empresa de construção da Filadélfia. McCloskey logo entrou em uma disputa financeira com a NFL, então a liga encontrou um substituto em Hugh Culverhouse, um rico advogado fiscal de Jacksonville.
Um concurso de nome-da-equipe resultou no apelido de "Buccaneers", uma referência a José Gaspar, um mítico pirata que tinha sua base secreta na costa oeste da Flórida. O nome da equipe teve a oposição de empresários de St. Petersburg, alegando que enfatizava Tampa às custas de outras cidades da Bay Area, até que o próprio comissário da NFL, Pete Rozelle, se reuniu com eles para encorajar seu apoio.
Seus uniformes e o logo pirata “Bucco Bruce” foram projetados pelo artista do Tampa Tribune, Lamar Sparkman, com cores extraídas das quatro principais equipes universitárias do estado: laranja das universidades de Miami e Flórida e vermelho do Estado da Flórida e da Universidade de Tampa. Eles foram uma das poucas equipes a usar uniformes brancos em casa, forçando os adversários a usarem seus uniformes escuros no calor de 32 graus de Tampa. A primeira casa da equipe foi o Tampa Stadium, que recentemente foi expandido para acomodar pouco mais de 72.500 torcedores. Steve Spurrier foi o quarterback de Tampa Bay durante a sua primeira temporada de expansão.

## História

### 1976–1978
Os Buccaneers se juntaram à NFL como membros da AFC West em 1976. No ano seguinte, eles foram transferidos para a NFC Central, enquanto a outra equipe de expansão de 1976, o Seattle Seahawks foi para a AFC West. Este realinhamento foi ditado pela liga como parte do plano de expansão de 1976, de modo que ambas as equipes pudessem jogar entre si duas vezes e todas as outras franquias da NFL uma vez durante as duas primeiras temporadas. Em vez de uma agenda tradicional de jogar contra cada oponente da divisão duas vezes, os Buccaneers jogaram contra todos os times da conferência uma vez, além dos Seahawks.
Tampa Bay não venceu seu primeiro jogo até a 13ª semana de sua segunda temporada, começando com um recorde de 0-26 (embora os Bucs tenham vencido o Atlanta Falcons por 17-3 em um jogo de pré-temporada de 1976 antes de sua primeira vitória em temporada regular). Até o Detroit Lions em 2008, os Bucs de 1976 foram a única equipe da era do Super Bowl a perder todos os jogos em uma temporada inteira. Essa tendência fez com que eles se tornassem alvo das piadas dos comediantes de televisão.
Sua primeira vitória veio em dezembro de 1977, em um jogo fora de casa contra o New Orleans Saints. O treinador dos Saints, Hank Stram, foi demitido depois de perder esse jogo. Tampa Bay só precisou de mais uma semana para obter sua segunda vitória, uma vitória em casa sobre o St. Louis Cardinals no final da temporada de 1977. Os Cardinals também demitiram seu treinador, Don Coryell, pouco depois. A equipe continuou a melhorar em 1978, embora vários jogadores importantes tenham se machucado e impedido a equipe de conquistar o recorde de vitórias prometido por McKay.

### 1979–1982

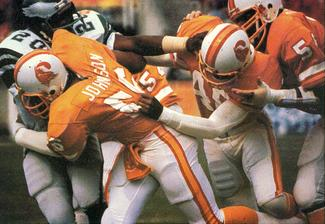
Os Buccaneers derrotaram os Eagles em sua primeira aparição nos playoffs em 1979

A situação dos Bucs melhorou rapidamente na temporada de 1979. Com o amadurecimento do quarterback Doug Williams e do futuro Pro Bowl, Jimmie Giles, a primeira temporada de 1.000 jardas do running back Ricky Bell e uma defesa sufocante liderada pelo futuro Hall da Fama, Lee Roy Selmon, os Bucs começaram a temporada com cinco vitórias consecutivas, uma performance que as colocou na capa da Sports Illustrated.
Com quatro jogos restantes na temporada, os Bucs precisavam vencer apenas um deles para ir para os playoffs. No primeiro, eles perderam  para o Minnesota Vikings por 23-22. Na semana seguinte, os Bucs perderam por 14-0 para o Chicago Bears, e no último jogo caseiro de OJ Simpson em San Francisco, Tampa Bay perdeu a sua terceira tentativa de conquistar o título da divisão quando perdeu para os 49ers por 23-7. No entanto, no final da temporada em casa contra o Kansas City Chiefs, Tampa Bay venceu por 3-0. Terminando com um recorde de 10-6, os Bucs tiveram sua primeira temporada vitoriosa na história da franquia e venceu a Divisão Central em um tie-break sobre o Bears.
Em uma reviravolta, os Bucs derrotam o Philadelphia Eagles por 24-17 no Divisional Round. Porque o Los Angeles Rams derrotou o Dallas Cowboys no outro jogo de playoff da NFC, os Bucs sediaram o NFC Championship Game na semana seguinte em Tampa. Os Bucs perderam para os Rams por 9–0.
Os Bucs foram para os playoffs novamente vencendo sua divisão na temporada de 1981. Chegando a um emocionante jogo final em Detroit; o vencedor levaria a coroa da Divisão Central e o perdedor não iria para os playoffs. Os Lions não perderam em casa durante toda a temporada mas perderam esse jogo por 20-17. Nos playoffs, o Dallas Cowboys derrotou os Bucs por 38-0 no Divisional Round.
A temporada de 1982 começou 0-3 para os Bucs, antes da greve de jogadores fechar a NFL por sete semanas. Quando a liga recomeçou a jogar, os Bucs foram apelidados de "Cardiac Kids" por ganhar cinco dos seus próximos seis jogos, todos nos momentos finais, para ir 5-4 e se qualificar para os playoffs. Na primeira rodada, os Bucs enfrentaram novamente os Cowboys em Dallas, perdendo por 30-17. Como se viu, esta seria a última temporada regular ganhadora sob o comando de Culverhouse.

### 1983–1996
Antes da temporada de 1983, Williams foi para a United States Football League em uma disputa salarial. Os Bucs perderam seus primeiros nove jogos da temporada de 1983 a caminho de terminar com um recorde de 2-14, a primeira de 12 temporadas consecutivas com pelo menos dez derrotas - um recorde da NFL. Incluiu-se a seleção do vencedor do Heisman Trophy, Bo Jackson, com a primeira escolha do Draft de 1986. Jackson deixou claro que não jogaria em Tampa Bay. Cumprindo sua ameaça, ele optou por jogar beisebol no Kansas City Royals e depois voltaria para jogar no Los Angeles Raiders. Junto com Williams, que mais tarde foi campeão do Super Bowl com Washington, outros dois quarterbacks dos Bucs durante essa época levaram outras equipes a vencer o Super Bowl. Steve Young venceu com os 49ers e Trent Dilfer venceu com o Baltimore Ravens.
Sob o comando de Culverhouse, os Bucs foram uma das equipes mais lucrativas da NFL durante os anos 80; no entanto, isso ocorreu principalmente porque ele manteve a folha de pagamento entre as mais baixas da liga, prejudicando sua capacidade de assinar com jogadores de qualidade. Os Buccaneers passaram três temporadas inteiras sem ter um jogo em casa televisionado localmente e quando o fizeram foi mais atribuído a uma forte equipe visitante, com muitos seguidores na área, como o Chicago Bears ou o Green Bay Packers.
No Draft de 1995, os Buccaneers selecionaram dois futuros Hall of Fame: Warren Sapp e Derrick Brooks. O Fullback selecionado para o Pro Bowl, Mike Alstott, foi selecionado no ano seguinte no Draft de 1996.

### 1994-1996
Apesar da lucratividade dos Buccaneers nos anos 80, a morte de Culverhouse em 1994 revelou uma equipe próxima à falência, o que surpreendeu muitos observadores. Seu filho, o advogado de Miami, Hugh Culverhouse Jr., praticamente forçou os curadores do espólio de seu pai a vender a equipe, o que colocou em dúvida o futuro da franquia em Tampa. Entre os interessados estavam George Steinbrenner, proprietário do New York Yankees, e Peter Angelos, proprietário do Baltimore Orioles, que declarou publicamente que mudaria a equipe para Baltimore, já que a cidade não possuía uma franquia da NFL na época.
No entanto, em uma surpresa de última hora, o magnata imobiliário Malcolm Glazer superou ambos por US $ 192 milhões, o maior preço de venda de uma franquia esportiva profissional até aquele momento. Glazer imediatamente colocou seus filhos Bryan, Edward e Joel no comando dos assuntos financeiros da equipe. Ele afirmou que tinha toda a intenção de manter o time em Tampa, mas informou aos cidadãos da área que seu atual acordo de estádio não iria apoiar o valor recorde pago e que um novo estádio seria necessário. Os Glazers convenceram os eleitores de Hillsborough County a aumentar os impostos sobre vendas para financiar a construção do que se tornaria o Raymond James Stadium.
Os bolsos profundos dos Glazers e o sério compromisso de colocar em campo uma equipe vencedora - em Tampa Bay - finalmente permitiram que os Bucs se tornassem competitivos. O desempenho da equipe melhorou drasticamente quando os Glazers contrataram o coordenador defensivo do Minnesota Vikings, Tony Dungy, como treinador principal.

### 1996-2001: Era Tony Dungy
Durante a primeira temporada de Dungy em 1996, a equipe começou a temporada 1-8. Mas na segunda metade da temporada eles terminaram em 5-2, principalmente devido ao desempenho da defesa liderada por Hardy Nickerson e ao amadurecimento de Brooks, Lynch e Sapp. Dungy, com sua personalidade equilibrada, rapidamente trouxe equilíbrio e moral para a equipe, e seu esquema defensivo Cover 2, aperfeiçoado com perfeição pelo coordenador defensivo Monte Kiffin e pelo treinador dos linebackers, Lovie Smith, tornou-se a base para o sucesso futuro de Tampa Bay.
A equipe começou a temporada de 1997 com um recorde de 5-0, retomando o ponto em que parou no ano anterior, e esse rápido começo mais uma vez os colocou na capa da Sports Illustrated. Os Bucs tiveram um recorde de 10-6 e garantiram sua primeira aparição nos playoff desde 1982, como um time de wild-card. No Wild card, eles venceram do Detroit Lions por 20-10. Os Bucs perderam para o Green Bay Packers por 21-7 no Divisional Round. Ainda assim, havia motivos para otimismo e as expectativas eram altas para a temporada seguinte.
A temporada de 1998, a primeira a ser disputada no recém-construído Raymond James Stadium, fez com que os Bucs perdessem vários jogos próximos e eles terminaram com um  recorde de 8-8. Os Bucs tiveram que jogar os 6 primeiros jogos do ano (incluindo a pré temporada) fora de casa, já que o novo estádio ainda não estava pronto.
A temporada de 1999 trouxe muito mais sorte. Com base na defesa e no desempenho do estreante QB Shaun King, os Bucs terminaram a temporada com um recorde de 11-5 e conquistaram seu terceiro título da Divisão Central da NFC. Eles venceram o Washington por 14-13 no Divisional Round, antes de perder para o eventual campeão do Super Bowl, St. Louis Rams, em um NFC Championship Game de baixa pontuação, 11-6. A derrota dos Bucs foi controversa, destacada pela reversão de um passe de King que acabou com as chances do Bucs de continuar no último minuto. Nas reuniões da liga após a temporada, a NFL mudou as regras sobre o que constituia um passe incompleto.
Enquanto os Bucs jogaram bem em 2000 e 2001 e foram para os playoffs em cada temporada, eles foram incapazes de chegar ao Super Bowl. Nos dois anos, eles perderam no wild card para o Philadelphia Eagles em Filadélfia. As duas derrotas também continuaram com uma trajetória de derrotas incomum para Tampa Bay: elas permaneceram sem vitórias em todos os jogos disputados quando a temperatura era inferior a 0 ° C.

### 2002–2008: Era Jon Gruden

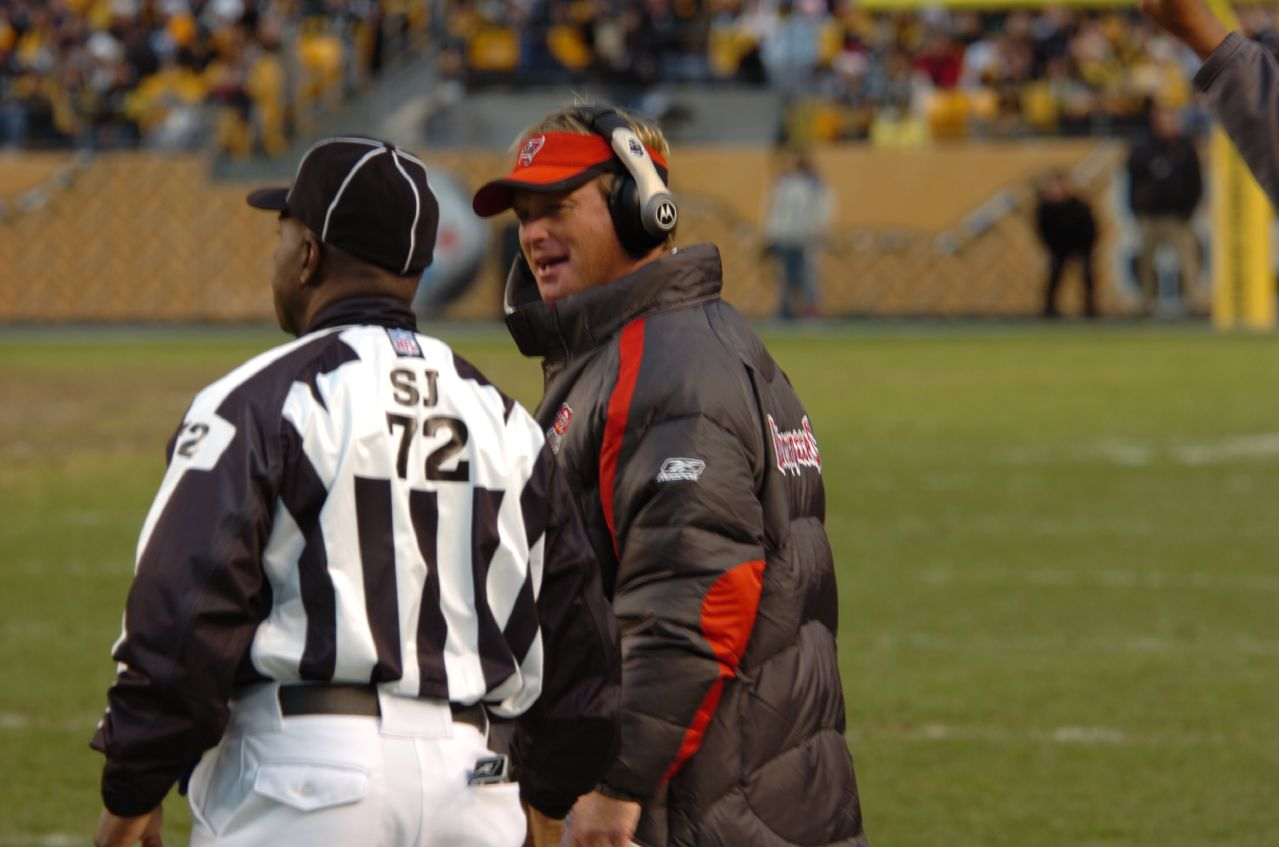
Jon Gruden levou os Buccaneers a um Super Bowl.

Dungy foi demitido pelos Buccaneers após uma derrota para o Philadelphia Eagles por 31-9 na Rodada de Wildcard dos playoffs 2001 e logo depois foi contratado como técnico principal do Indianapolis Colts, enquanto os Bucs montou uma busca prolongada e muito difamada por seu substituto. Vários candidatos potenciais foi entrevistados para o cargo, incluindo o treinador da Universidade da Flórida, Steve Spurrier, o ex-treinador do New York Giants, Bill Parcells, e o coordenador defensivo do Baltimore Ravens, Marvin Lewis. Spurrier foi para os Redskins quando lhe ofereceram o pacote de salários mais lucrativo já oferecido a um treinador da NFL, e Parcells finalmente aceitou a oferta dos Bucs - a segunda vez que o fez na história da franquia. Os irmãos Glazer estavam tão descontentes com a seleção de outro treinador defensivo que eles assumiram o controle da busca do candidato. Eles deixaram claro que a melhor escolha era Jon Gruden; no entanto, ele ainda estava sob contrato com o Oakland Raiders.
Enquanto conversas com os Raiders estavam secretamente em andamento, os Glazers buscaram publicamente outra mente ofensiva respeitada, Steve Mariucci, técnico do San Francisco 49ers. Apenas quando os relatórios iniciais indicaram que Mariucci tinha concordado em se tornar o treinador principal dos Bucs, o proprietário dos Raiders, Al Davis, concordou em liberar Gruden para Tampa Bay.
O movimento perspicaz dos Glazers acabou por compensar a aquisição de Gruden, mas custou caro. A equipe contratou Gruden em 20 de fevereiro de 2002, mas o preço foi de quatro escolhas de draft, incluindo a primeira e segunda rodada dos Bucs em 2002, sua primeira rodada em 2003 e sua segunda rodada em 2004, com US $ 8 milhões em dinheiro (A liga, como resultado, proibiu qualquer negociação adicional de escolhas de draft para treinadores). Gruden ficou frustrado com a limitação de sua autoridade de treinador por Davis e ficou mais do que satisfeito em retornar a Tampa Bay. Seus pais moravam em Carrollwood e ele passou parte de sua infância em Tampa no início dos anos 80, quando seu pai era treinador de running backs e depois um olheiro dos Bucs.
Após a sua chegada em Tampa, Gruden foi imediatamente para o trabalho, reequipando uma ofensa lenta, alterando mais de 50% do ataque titular. Com um novo Tailback, Wide Receiver, dois Tight Ends, Left Tackle e Left Guard, Gruden colocou sua marca na equipe para remover o termo "Dungy's Team". O realinhamento da liga levou os Bucs à nova NFC South, junto com o Atlanta Falcons, Carolina Panthers e o New Orleans Saints.

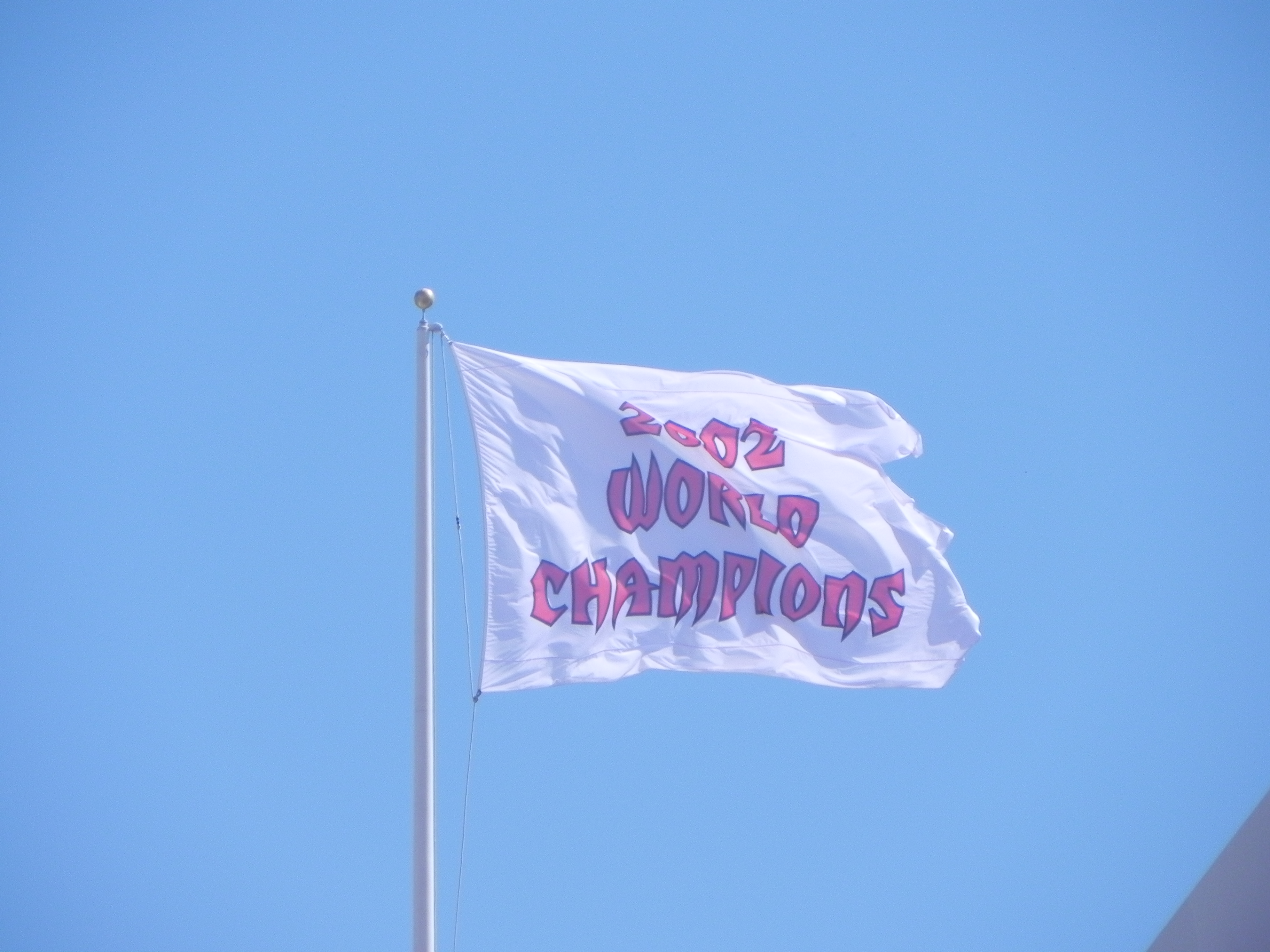
Bandeira dos campeões do Super Bowl XXXVII.

Liderada pela principal defesa da liga, a campanha de 2002 foi a temporada de maior sucesso dos Buccaneers até hoje. O linebacker Derrick Brooks foi eleito o Jogador Defensivo do Ano da NFL. Eles ganharam o título da NFC South com o melhor recorde de sempre da equipe, 12-4. Os Bucs ganharam dos 49ers no Divisional Round por 31-6 e dos Eagles na Final da NFC por 27-10. Os Bucs, em seguida, derrotou o ex-time de Gruden, os Raiders, que teve o ataque número um da liga, por um placar de 48-21 no Super Bowl XXXVII, apelidado de "The Pirate Bowl".
Logo após a vitória no Super Bowl, um número crescente de reportagens de imprensa indicou a falta de paciência de Gruden com o gerente geral, McKay, um dos principais arquitetos do esforço de reconstrução dos Bucs nos últimos dez anos. McKay, como Gruden, tinha laços há muito estabelecidos com a área de Tampa Bay. No entanto, durante a temporada de 2003, o relacionamento de Gruden-McKay se deteriorou quando os Bucs lutaram em campo.
Em dezembro, os Glazers permitiram que McKay deixasse os Bucs antes do final da temporada regular e ele prontamente se juntou aos Falcons como presidente e gerente geral. Os Bucs tiveram um começo lento e terminou a temporada com um recorde de 7-9. Com o desempenho sombrio dos Raiders de 4-12, nenhuma das duas equipe do último Super Bowl chegaram aos playoffs naquele ano.
Para 2004, Bruce Allen foi contratado como gerente geral. Após a chegada de Allen, John Lynch e Warren Sapp foram dispensados, impressionando muitos fãs dos Buccaneers. Os Buccaneers começaram a temporada de 2004 com um recorde de 1-5, seu pior começo sob o comando de Gruden. A precisão do kicker, Martín Gramática, não ajudou em nada, já que a equipe perdeu muitos jogos e terminaram com um recorde de 5-11.
Na temporada de 2005, os Buccaneers comemoraram sua 30ª temporada na NFL e retornaram às vitórias. Os Bucs selecionou Carnell "Cadillac" Williams na primeira rodada do Draft de 2005 e o novato forneceria um jogo de corrida que os Buccaneers não possuíam desde James Wilder nos anos 80. Williams mais tarde viria a receber o prêmio de Novato Ofensivo do Ano. Depois de começar com um recorde de 5-1, o time entrou em uma recessão na metade da temporada, prejudicada por uma lesão do QB Brian Griese. Os Bucs venceram a NFC South terminando com um recorde de 11-5. A temporada terminou abruptamente, no entanto, com uma derrota por 17-10 na rodada do Wild Card, em uma revanche contra Washington.

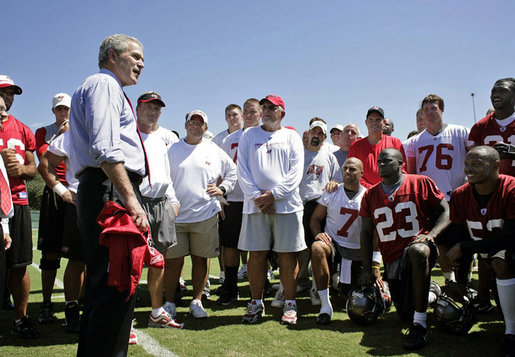
O presidente George W. Bush visitando os Bucs.

Depois de vencer a divisão em 2005, os Bucs sofreram com uma péssima temporada de 2006. A temporada foi atormentada por contusões e os Bucs começaram com um recorde de 0-3, com Simms jogando apenas 1 touchdown e 7 interceptações. No final da temporada, os Bucs tiveram um recorde de 4-12. A defesa mais velha, com 5 titulares que jogaram lá por uma década ou mais, ficou em 17º na classificação geral, a primeira vez que uma defesa de Tampa não ficou entre as dez primeiras desde 1996.

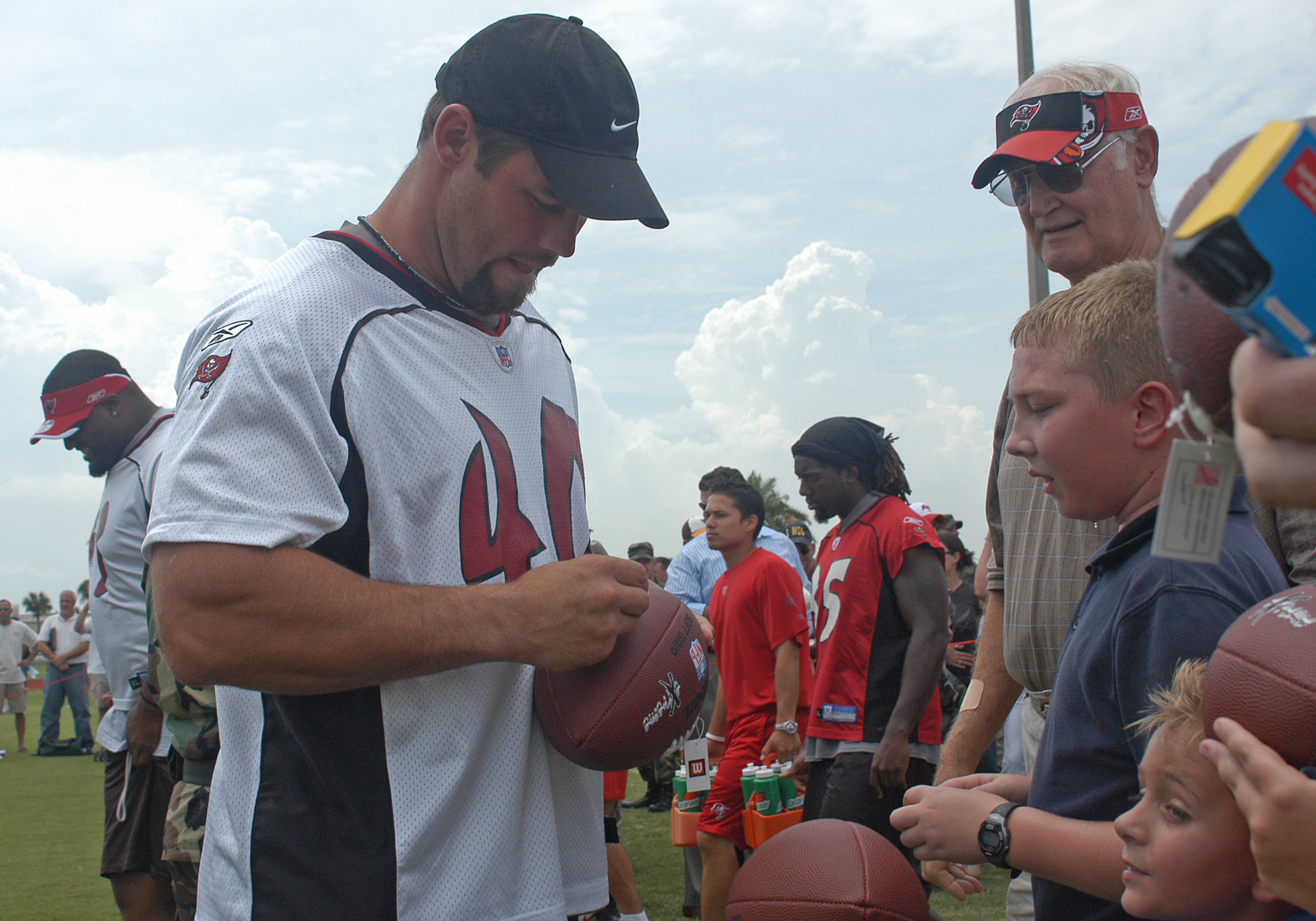
O fullback favorito do torcedor, Mike Alstott

Depois da decepcionante temporada de 2006, os Buccaneers pela primeira vez em várias temporadas tinham dinheiro para gastar na free agency. Eles trouxeram o quarterback Jeff Garcia, o Offensive tackle Luke Petitgout, o defensive end Kevin Carter e o linebacker Cato June.
As contratações na offseason resultaram no título da NFC South com os Buccaneers terminando com um recorde de 9-7. Na rodada do Wild Card dos playoffs realizada em 6 de janeiro de 2008, os Buccaneers perderam para o eventual campeão do Super Bowl, o New York Giants, por um placar final de 24-14.

### 2008 – Presente: seca de playoff

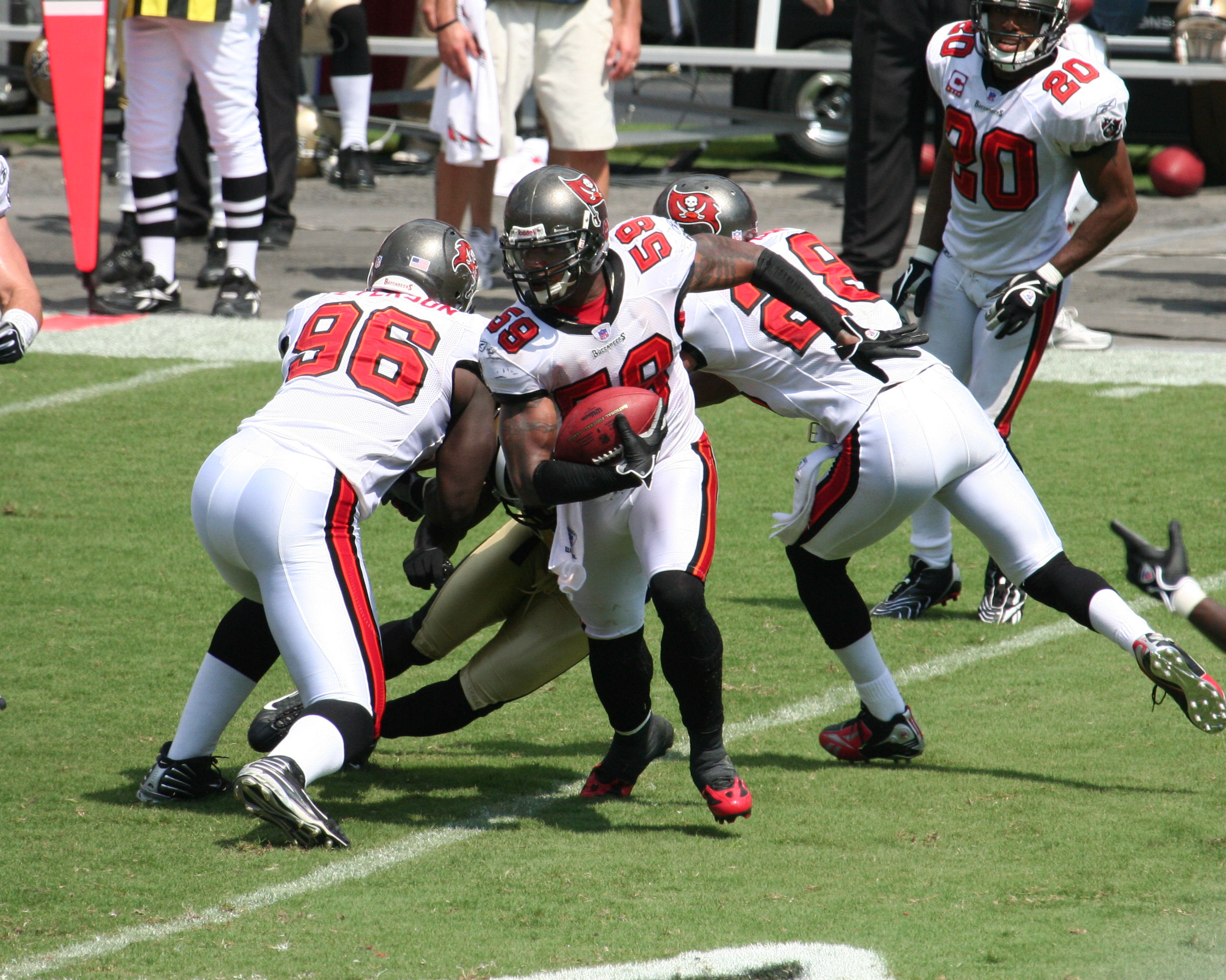
Os Buccaneers fizeram a sua aparição nos playoffs mais recentes após a temporada de 2007

Durante a offseason de 2008, os Bucs renovou o contrato do treinador Gruden e do gerente geral Allen até a temporada de 2011. Eles também adquiriram os ex-jogadores Warrick Dunn, que passou as últimas seis temporadas com o Atlanta Falcons, e Brian Griese, que foi o quarterback titular da equipe em 2005, até que uma lesão no joelho o afastou pelo resto do ano.
Os Bucs tiveram um grande começo em 2008, com um recorde de 9-3. Em 2 de dezembro, foi anunciado que o coordenador defensivo Monte Kiffin deixaria a equipe após o final da temporada, para fazer o mesmo trabalho na Universidade do Tennessee, sob o comando de seu filho Lane Kiffin, que acabara de ser nomeado o novo treinador da equipe. Após o anúncio, os Buccaneers perderiam seus últimos quatro jogos da temporada e terminaram com um recorde de 9-7 pela segunda temporada consecutiva. Ao contrário de 2007, não foi suficiente para garantir o título de divisão, nem uma vaga nos playoffs.

#### 2009–2011: era de Raheem Morris
Raheem Morris foi nomeado substituto de Monte Kiffin como coordenador defensivo em dezembro de 2008. Um mês depois, após o enorme colapso que encerrou a temporada de 2008, os Buccaneers demitiram Jon Gruden e elevaram rapidamente Morris à posição de treinador principal. Bruce Allen também foi dispensado, com Mark Dominik sendo contratado como gerente geral.
A equipe de 2009 começou com 0-7, a equipe terminou com um recorde de 3-13, o pior recorde desde 1991.
Em 2010, os Buccaneers surpreenderam muitos, produzindo a maior reviravolta em uma única temporada na história da franquia, terminando com um recorde de 10-6. Isso foi em grande parte por causa das performances estelares de Josh Freeman, do novato Mike Williams e de LeGarrette Blount. Apesar do esforço, a equipe perdeu por pouco os playoffs, perdendo no tiebreaker para o eventual campeão do Super Bowl XLV, Green Bay Packers.
Tampa Bay começou a temporada de 2011 com grandes esperanças, adicionando vários jogadores-chave da defesa através do draft. Depois de um início de 4-2, no entanto, os Buccaneers entraram em colapso, perdendo dez jogos consecutivos para terminar com um recorde de 4-12. No dia seguinte a uma derrota por 45-24 para Atlanta em seu último jogo da temporada, a equipe demitiu Morris, o coordenador ofensivo Greg Olson e o restante de sua equipe correspondente.

#### 2012–2013: Era Greg Schiano

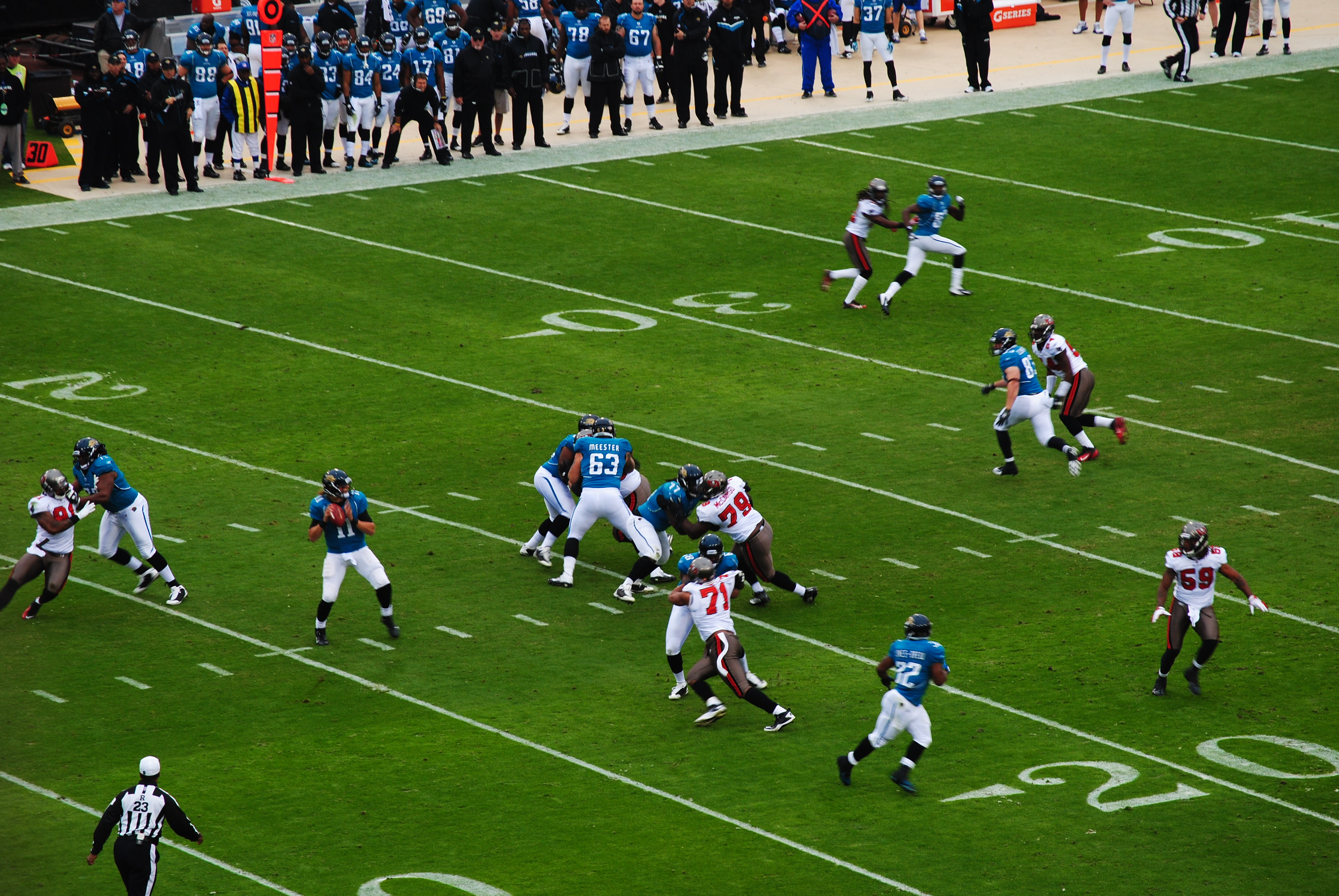
Os Bucs vs Jacksonville Jaguars

Cerca de três semanas depois de demitir Raheem Morris, os Buccaneers contrataram Greg Schiano como seu novo treinador. Durante sua entrevista introdutória, ele declarou: "Haverá homens dos Buccaneers e haverá um Caminho dos Buccaneers". A frase "The Buccaneer Way" tornou-se um slogan entre os fãs e a mídia local, descrevendo o novo regime e atitude. A equipe preencheu a equipe de treinamento com novos rostos, incluindo Mike Sullivan, Bill Sheridan e Butch Davis. Em 2013, Dave Wannstedt também foi adicionado como treinador de equipes especiais. No primeiro dia de livre agência, o clube contratou os principais jogadores, Vincent Jackson e Carl Nicks, além de Eric Wright. Os US $ 140 milhões comprometidos com a equipe durante esse período de 24 horas são considerados o maior investimento que a família Glazer investiu na equipe em quase uma década.
A equipe terminaria a temporada de 2012 com um recorde de 7-9. O ataque foi destacado pelo desempenho de Doug Martin. O estilo de treinador rígido e arregimentado de Schiano, no entanto, foi criticado no final do jogo contra os Giants, ordenando que sua defesa continuasse a atacar agressivamente mesmo que o quarterback já estivesse de joelhos.
Chegando à temporada de 2013, os fãs e analistas tiveram expectativas melhores do que a média para Tampa Bay. Esperava-se que eles melhorassem o seu recorde e potencialmente fossem para os playoff. As previsões se mostraram infundadas, já que várias questões dentro e fora do campo viram a equipe entrar em colapso. A equipe lidou com vários jogadores, incluindo Lawrence Tynes, Carl Nicks e Johnthan Banks, contraindo infecções por MRSA resistentes a antibióticos, o que levou a um processo de Tynes que se instalou em 2017. Durante o treinamento, uma fenda começou a dividir Schiano e o quarterback Josh Freeman. Depois de um 0-3, Freeman foi dispensado da equipe, isso foi depois que Freeman supostamente perdeu várias reuniões de equipe, juntamente com a fotografia anual da equipe. Depois de um início de 0-8, a equipe finalmente conseguiu sua primeira vitória da temporada contra o Miami.
Apesar de algumas melhorias individuais e algumas performances impressionantes por parte dos membros da defesa, a equipe perdeu nos últimos três jogos da temporada e terminou com um recorde de 4-12. A equipe ficou em último lugar ou quase na parte inferior em quase todas as categorias ofensivas. Em 30 de dezembro de 2013, Schiano e o gerente geral Mark Dominik foram demitidos.

#### 2014–2015: Era Lovie Smith e Jason Licht
Em 1 de janeiro de 2014, Lovie Smith foi contratado como o novo treinador dos Buccaneers, substituindo Greg Schiano. Smith havia passado 5 temporadas com os Buccaneers de 1996 a 2001, treinando os linebackers com Tony Dungy. Durante sua primeira coletiva de imprensa com os Bucs, Smith falou sobre a restauração da qualidade da equipe desde o final dos anos 90 e início dos anos 2000: "Havia uma certa marca de futebol que você esperava de nós", disse Smith. "Você sabia que seríamos implacáveis. Era difícil para os adversários virem para o Raymond James Stadium e vencerem. Nós nos afastamos um pouco e é hora para nos tornarmos uma equipe relevante novamente".
Em 21 de janeiro de 2014, Jason Licht foi contratado como novo gerente geral, substituindo Mark Dominik. Em sua primeira coletiva de imprensa, Licht falou sobre sua filosofia: "Nossa filosofia será construir a equipe a partir do Draft. É aí que encontramos nossas estrelas. É onde encontramos a próxima geração, mas também a curto e longo prazo, vamos complementar nossa lista através da free agency, mas vamos gastar com sabedoria."
Depois de contratar o veterano Josh McCown e muitos outros sem contrato, muitos analistas previram que os Buccaneers poderiam ser a equipe surpresa do ano e possivelmente disputar uma vaga nos playoff. Essas previsões logo foram embora depois que os Bucs começaram 0-3 na temporada, incluindo uma derrota por 56-14 contra o Atlanta Falcons no Thursday Night Football. McCown se machucou nesse jogo e o quarterback do segundo ano, Mike Glennon, foi nomeado titular. Seu primeiro jogo como titular terminou com os Bucs ganhando sua primeira vitória da temporada em Pittsburgh contra os Steelers por 27-24. Os Bucs perderam os próximos 4 jogos, indo para a semana 10 com um recorde de 1-8. Matematicamente, os Bucs ainda estavam na disputa dos playoffs, apenas 3 jogos atrás do primeiro lugar na divisão. Os Bucs perderiam os próximos três jogos e foram oficialmente eliminados da disputa dos playoffs na semana 14. Os Bucs terminariam a temporada com um recorde de 2-14, vencendo menos 2 jogos do que na temporada anterior e garantiram a primeira escolha no Draft de 2015.
Apesar do recorde da equipe, o wide receiver Mike Evans teve mais de 1.000 jardas de recepção e se tornou o mais jovem jogador da NFL a registrar mais de 200 jardas de recepção em um único jogo. Vincent Jackson também recebeu mais de 1.000 jardas, o que representou o primeiro par de 1.000 jardas de Tampa Bay em uma temporada. O CB Johnthan Banks liderou a equipe com 4 interceptações e 50 tackles. Danny Lansanah floresceu no sistema Tampa 2 com 81 tackles, 1.5 sacks e 3 interceptações, com 2 dessas interceptações retornadas para touchdowns. Jacquies Smith teve 17 tackles combinados, 13 tackles solos, 6,5 sacks e 1 fumble forçado em apenas 8 partidas.
Após a conclusão da temporada de 2014, Tampa Bay contratou Dirk Koetter para ser seu novo coordenador ofensivo. Tendo um recorde de 2-14, empatado com o pior recorde na NFL em 2014, Tampa ganhou a 1ª escolha geral no Draft de 2015. Eles foram manchetes quando dispensaram o QB Josh McCown em 11 de fevereiro de 2015 para economizar US $ 5,25 milhões no teto salarial. Com a primeira escolha geral no Draft da NFL, os Buccaneers selecionaram Jameis Winston, do Universidade do Estado da Flórida. Durante toda a offseason, houve muito debate se os Buccaneers deveriam escolher Jameis ou o QB de Oregon, Marcus Mariota.
Em 6 de janeiro de 2016, Smith foi demitido pelos Buccaneers após ter um recorde de 8-24 em suas duas temporadas, incluindo um recorde de 6-10 na temporada de 2015.

#### 2016 – Presente: Dirk Koetter e Bruce Arians

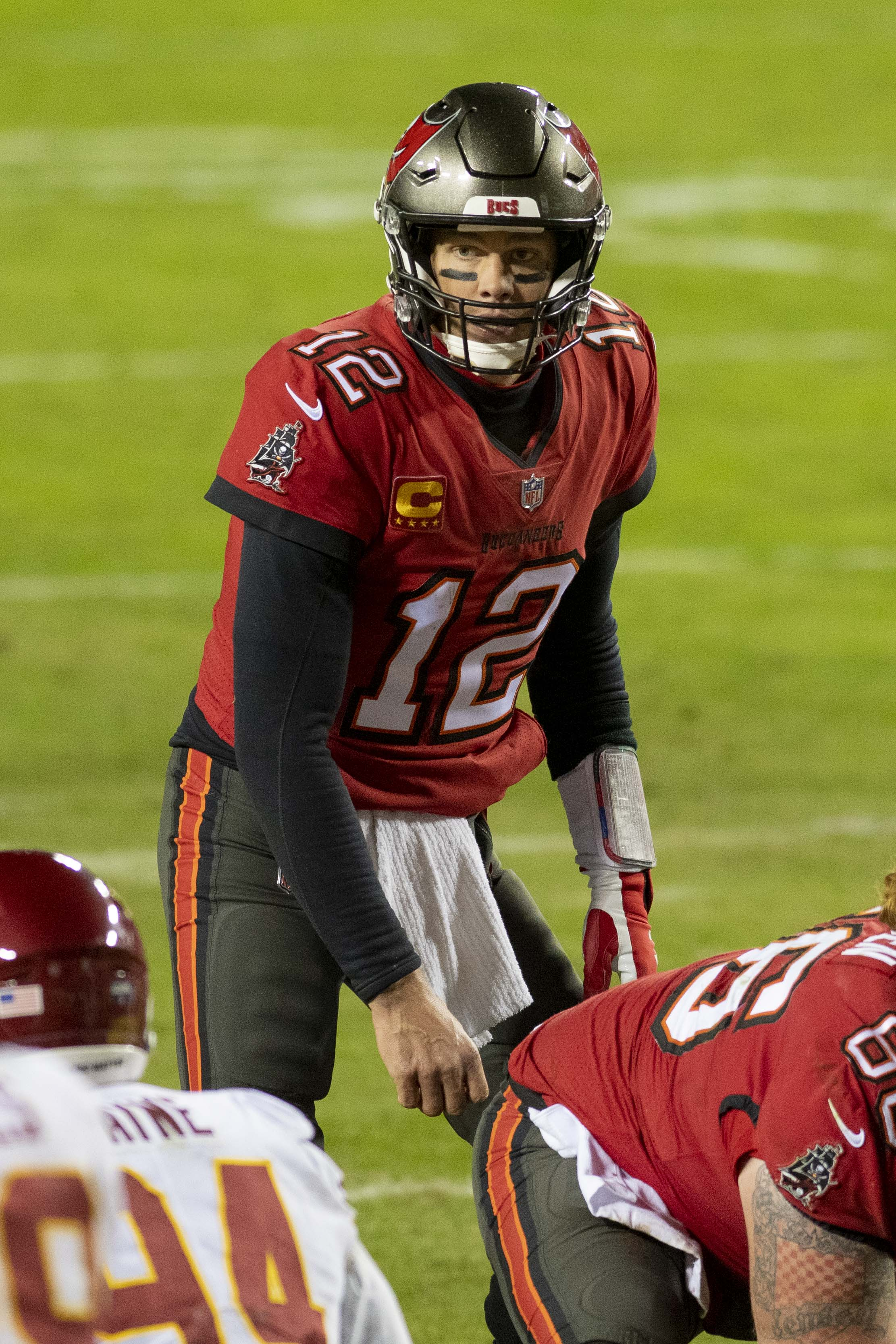
O veterano Tom Brady, contratado em 2020 pelos Bucs. Ele liderou a franquia de Tampa para o seu primeiro Super Bowl em dezoito anos.

Em 15 de janeiro de 2016, Dirk Koetter foi promovido do cargo de coordenador ofensivo para se tornar o novo treinador do Tampa Bay Buccaneers.
O recorde da equipes ficou em 3-5 após uma derrota para o Atlanta Falcons em uma partida televisionada na quinta-feira. As chances de playoff estavam cada vez mais improváveis. No entanto, após a derrota, os Buccaneers conseguiram cinco vitórias consecutivas, a mais longa sequência de vitórias desde a temporada de 2002. Durante o período, os Buccaneers conquistaram vitórias contra os altamente favoritos Kansas City Chiefs e Seattle Seahawks. Os Buccaneers terminaram a temporada de 2016 com um recorde de 9-7, mas não foram para os playoffs.
Em 9 de março de 2017, os Buccaneers contrataram o ex-jogador do Washington Redskins, DeSean Jackson, o defensive tackle Chris Baker, o safety J. J. Wilcox, o Kicker Nick Folk e o veterano quarterback Ryan Fitzpatrick.
Eles não conseguiram melhorar ou igualar seu recorde de 9-7 da temporada anterior. Depois de uma derrota para o Detroit Lions, eles foram matematicamente eliminados dos playoffs com um recorde de 4-9. Os Bucs terminaram a temporada com um recorde de 5-11. Esta foi a sua décima temporada consecutiva sem uma aparição nos playoffs, sendo a última na temporada de 2007. Além disso, os Bucs terminaram em último no NFC South pela sétima vez em nove temporadas. Em 2018, Koetter foi demitido. Para a temporada de 2019, Bruce Arians foi escolhido como o novo treinador. Apesar de ter trazido um plano de ataque melhor, o time não melhorou muito naquele ano. O quarterback do time, Jameis Winston, apesar de ter tido bons números ofensivos (lançando para mais de 5 mil jardas e 33 touchdowns), também cometeu vários erros (lançando 30 interceptações).
Em 2020, os Buccaneers assinaram o contrato com o quarterback veterano Tom Brady após este dispensado do New England Patriots, time que jogou por vinte anos. Com o novo QB, a franquia terminou o ano vencendo onze de dezesseis jogos em temporada regular e avançando nos playoffs, vencendo o título da Conferência NFC e conquistando a participação no Super Bowl LV, que não acontecia desde 2002, além de quebrar diversos recordes individuais. Na final, Brady e os Bucs venceram o Kansas City Chiefs por 31 a 9, conquistando o segundo título da franquia.

## Defesa
Ao longo de sua história, os Buccaneers são conhecidos por sua defesa sufocante. Tudo começou com a seleção do Defensive end do Hall da Fama, Lee Roy Selmon, na primeira escolha do Draft de 1976. Três jogadores dos Buccaneers foram eleitos os melhores defensores do ano e a equipe liderou a liga em três ocasiões. Todos os quatro membros do Hall da Fama do Buccaneers são jogadores ou treinadores defensivos.

### 1978–1982
Sua defesa 3-4 atingiu o pico em 1979, quando liderou a liga em os pontos permitidos e menos first downs concedidos. Lee Roy Selmon foi eleito Jogador Defensivo do Ano, mas acabou ficando a 10 pontos do Super Bowl, já que eles perderam na Final da NFC em uma derrota por 9-0 para o Los Angeles Rams.

### 1997-2008: Tampa 2
Os Buccaneers preparou o cenário para uma dos maiores times defensivos da história da NFL. De 1997 a 2008, a defesa dos Buccaneers terminou entre os dez primeiros da liga a cada ano, com exceção de um, incluindo oito anos entre os cinco primeiros e dois anos como o melhor. O coordenador defensivo, Monte Kiffin, juntamente com o técnico Tony Dungy, criou a defesa "Tampa 2", uma versão modificada do esquema Cover 2 estabelecido.
As defesas de Kiffin eram conhecidas por terem jogadores com velocidade tremenda, com uma frente de quatro jogadores que poderia pressionar o quarterback de forma consistente, linebackers rápidos e uma secundária contundente que causava turnovers. Muitas equipes copiaram o Tampa 2, mas nenhuma chegou perto do sucesso que os Buccaneers tiveram, liderado por vários Pro Bowlers e Hall of Fame. A defesa de Tampa Bay contou com os futuros Hall of Famers, Derrick Brooks e Warren Sapp, e os Pro Bowlers, John Lynch, Ronde Barber, Hardy Nickerson, Simeon Rice, Shelton Quarles, Donnie Abraham.

### Defesa de 2002

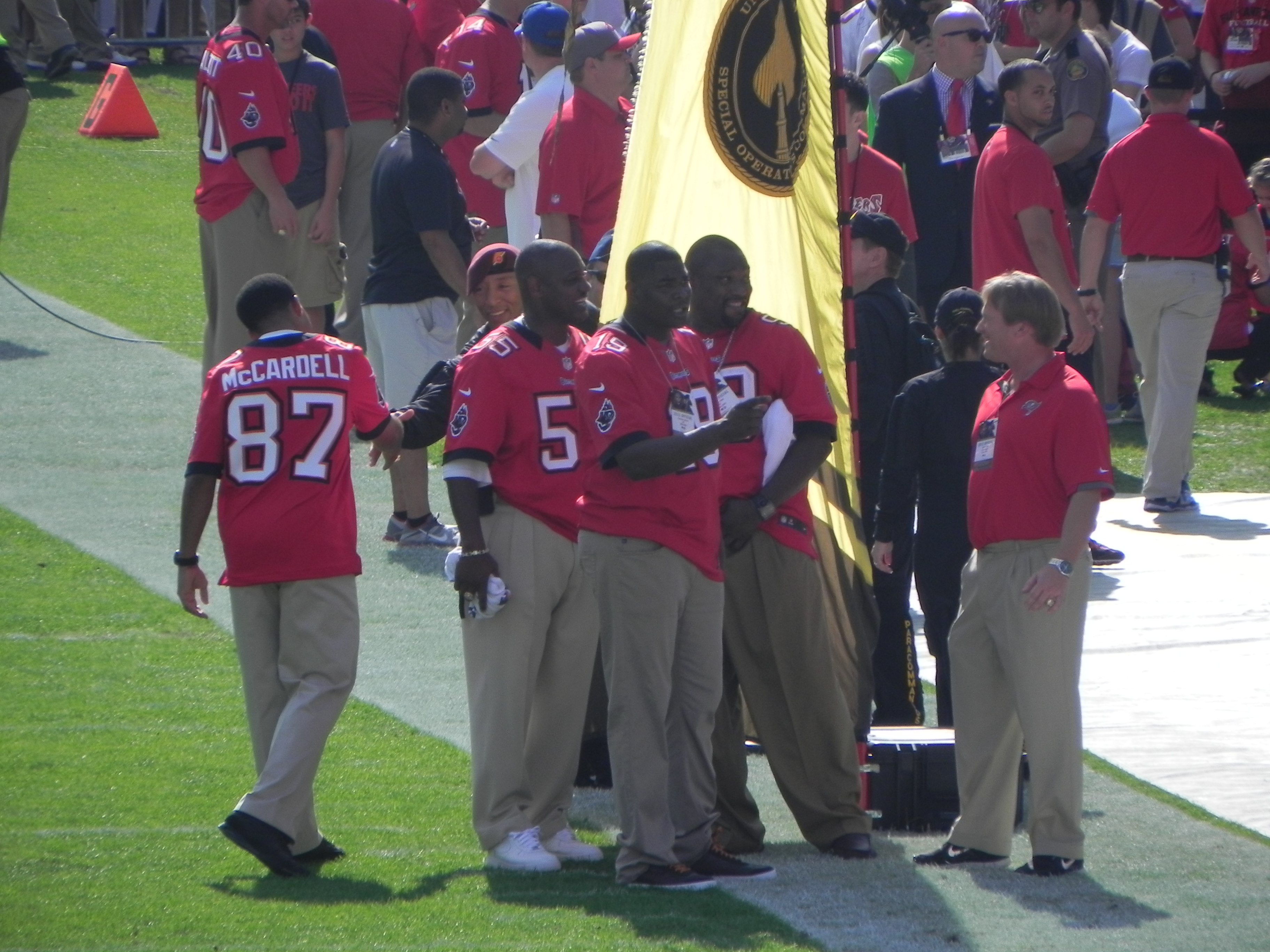
Jogadores da equipe de 2002, juntamente com o treinador Jon Gruden

A defesa dos Buccaneers de 2002 é amplamente considerada uma das maiores defesas da história da NFL, rivalizando apenas com os Ravens de 2000, os Bears de 1985, os Steelers de 1976 e alguns outros. Na temporada regular, Tampa Bay liderou a liga em pontos permitidos (196), first downs permitidos (14,8 pg), interceptações (31), interceptações retornadas para touchdowns (5) e rating do QB adversário (48.4). Derrick Brooks foi premiado como Jogador Defensivo do Ano pelo AP, enquanto a defesa liderava o caminho para um recorde de 12-4. A equipe foi ainda melhor na pós-temporada, permitindo apenas 37 pontos em três jogos combinados - todos contra os dez melhores ataques. Nesses três jogos dos playoffs, eles interceptaram 9 passes - retornando 4 para touchdowns - e coletaram 11 sacks.
No Super Bowl XXXVII, os Buccaneers fizeram um dos mais impressionantes desempenhos defensivos da história do Super Bowl. Jogando contra o melhor ataque da liga liderada pelo MVP, Rich Gannon, a defesa superou o ataque dos Raiders, retornando 3 interceptações para touchdowns. A defesa estabeleceu dois recordes: mais interceptações em um Super Bowl (5) e mais interceptações retornadas para touchdowns em um Super Bowl (3). Nos 19 jogos em 2002, os Buccaneers registraram 40 interceptações, 53 sacks e 9 touchdowns defensivos.

## Instalações da equipe
Desde 1998, os Buccaneers jogam seus jogos em casa no Raymond James Stadium, em Tampa. Antes disso, eles jogaram no Tampa Stadium desde sua inauguração.
Em 1975, os Buccaneers construíram um pequeno complexo de treinamento com escritórios próximos ao Aeroporto Internacional de Tampa, chamado One Buccaneer Place - muitas vezes abreviado para "One Buc Place". A equipe utilizou a instalação nos anos 90 e no início dos anos 2000. À medida que outros clubes da NFL começaram a substituir e melhorar suas respectivas instalações, os jogadores e treinadores dos Buccaneers aumentaram suas reclamações sobre o barulho constante da aeronave, vestiários pequenos e condições decrépitas da One Buc Place. O então treinador Jon Gruden referiu-se sarcasticamente à instalação como "The Woodshed", e alguns dos escritórios dos treinadores eram na verdade armários de vassouras convertidos. Durante a maior parte da existência da equipe, os Buccaneers realizaram seus treinamentos no campus da Universidade de Tampa, em seguida, no amplo e melhor equipado Complexo de Esportes Mundiais da Disney, próximo a Orlando (2002-2008).

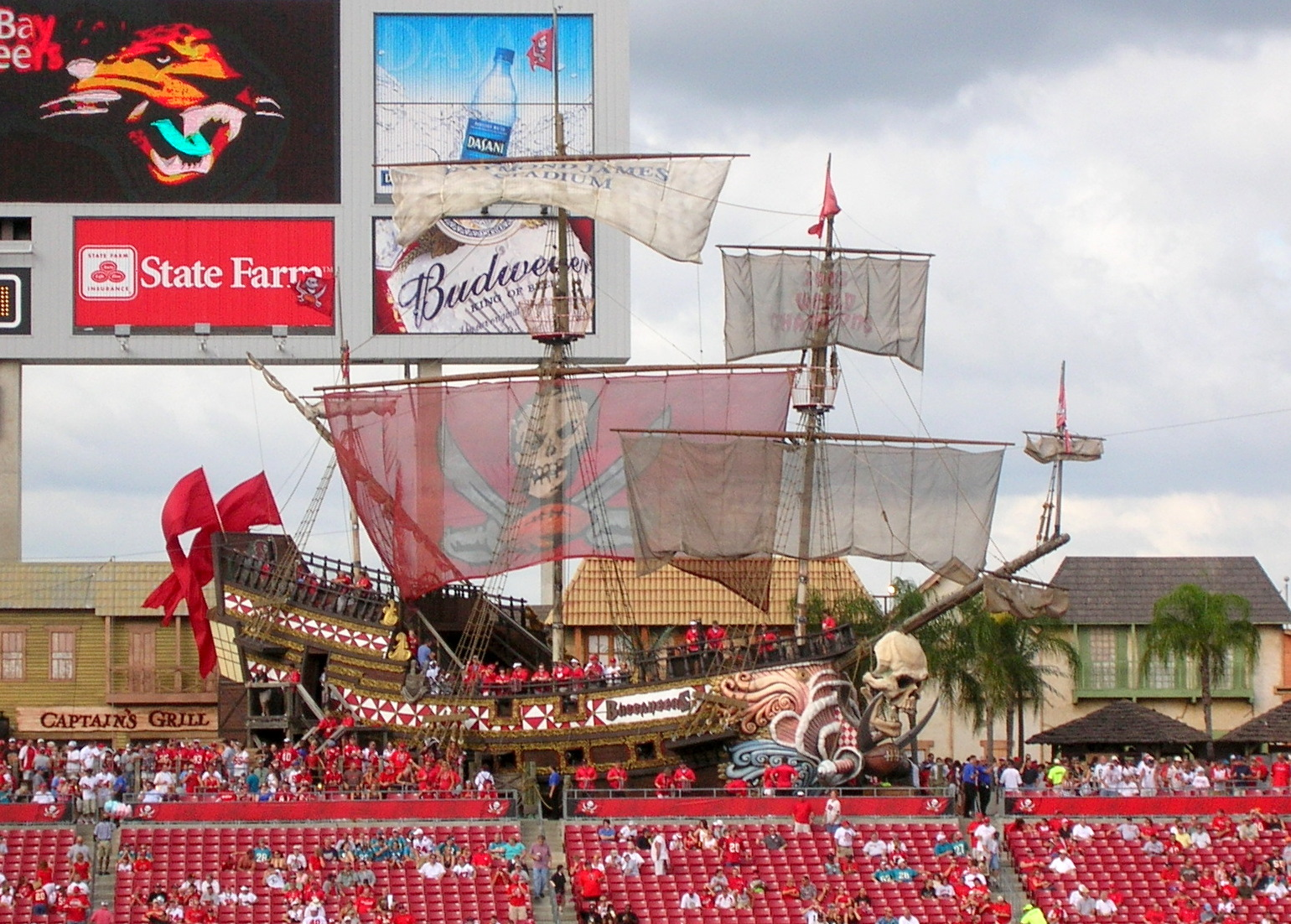
O navio pirata no estádio Raymond James

Em agosto de 2006, os Buccaneers revelaram uma nova instalação de treinamento de US $ 30 milhões. Convenientemente localizado do outro lado da rua do Raymond James Stadium (no antigo local do Tampa Bay Centre), o complexo de última geração é um dos maiores da NFL. Suas características incluem escritórios e salas de reunião, três campos de grama natural, um teatro para reuniões e conferências de imprensa, uma sala de musculação expandida, uma cozinha totalmente equipada e sala de jantar, um centro de reabilitação com três piscinas separadas e um vestiário com o dobro do tamanho da antiga localização. O prédio é coroado com uma gigantesca bola de vidro e aço de cinco andares como elemento-chave do design. Um campo de prática indoor, com gramado artificial, foi concluído em 2017. Em 2009, a equipe começou a realizar seus treinamentos nas novas instalações modernizadas em Tampa.
Na segunda semana de setembro de 2007, estátuas de figuras importantes do títulos dos Bucs de 2002 foram transferidas para a área do lobby em uma exposição chamada "Momento da Vitória". As estátuas em tamanho real incluíam os jogadores Mike Alstott, Ronde Barber, Derrick Brooks, Brad Johnson, John Lynch, Shelton Quarles, Simeon Rice, Warren Sapp e o treinador Jon Gruden. As estátuas são modeladas após imagens da linha lateral no final do Super Bowl XXXVII.
Inicialmente, a instalação poderia não ter sido nomeada, mas por mais de uma década, ela foi simplesmente chamada de "One Buc Place", utilizando o mesmo nome do edifício antigo. Em 2018, a instalação foi oficialmente nomeada AdventHealth Training Center, como parte de um contrato de dez anos com a AdventHealth (ex-Florida Hospital).

## Logos e uniformes

### 1976-1996
Quando a equipe começou a jogar em 1976, Culverhouse escolheu inicialmente as cores do time: vermelho, verde, laranja e branco. No entanto, o tom de verde era muito próximo do usado pelo Miami Dolphins. Um tom médio de "Florida Orange" foi substituído por verde. Os uniformes usados em casa incluíam camisas laranja com números brancos destacados em vermelho - os agora famosos uniformes "Creamsicle". As camisas brancas que eles usavam fora de casa originalmente tinham numerais laranja delineados em vermelho, mas essas cores foram invertidas para o segundo ano e além. A troca de cores proporcionou melhor visibilidade, especialmente para fins de cobertura televisiva.
O cartunista de longa data do Tampa Tribune, Lamar Sparkman, projetou o primeiro logotipo da equipe. Diante do desafio de criar um logo que não se assemelhasse com o dos outros "piratas" da liga, o Oakland Raiders, Sparkman criou um pirata de bigode vestindo um chapéu emplumado, com um grande brinco de argola, segurando um punhal nos dentes. O pirata parecia estar piscando. Por um breve período, ele foi chamado de "Morgan" e o técnico John McKay o chamou de "Errol Flynn". O jornalista esportivo do St. Petersburg Times, Hubert Mizell, cunhou o apelido um tanto depreciativo "Bucco Bruce" em uma coluna de fevereiro de 1976, notando quase imediatamente a aparência não-intimidadora e "arrogante" do mascote. O apelido ficou preso, enquanto o logotipo e o nome "Bucco Bruce" se tornaram símbolos e lembretes da futilidade do clube. Nick Bakay, escritor e comentarista de esportes, disse uma vez que Bucco Bruce era um pirata que "causava medo no coração de ninguém".
Houve controvérsia sobre onde o cartunista recebeu inspiração. O Beloit College, localizado em Beloit, Wisconsin, recebeu um aviso do Tampa Bay Buccaneers sobre o uso ilegítimo de seu mascote. O pirata de Beloit College é a imagem espelhada do pirata de Tampa Bay, com as cores substituídas pelas cores da escola de Beloit. O diretor de esportes, Ed DeGeorge, disse que Beloit usam o logotipo desde o começo dos anos 80, quando ele escolheu um livro enquanto pedia decalques para os capacetes do time de futebol americano. Os Buccaneers retiraram sua reivindicação contra Beloit College por causa da decisão independente de redesenhar o logotipo.
Em 1992, os Buccaneers introduziram calças laranja para serem usadas com as camisas brancas. Antes do final da temporada de 1995 contra os Lions, o técnico Sam Wyche sugeriu que os Buccaneers usassem as calças laranja com suas camisas laranja. A ideia foi vetada, entre outros, pelo linebacker do Pro Bowl, Hardy Nickerson.
Para a temporada de 1993, após a morte de Culverhouse, os Buccaneers adicionaram um remendo comemorativo à manga direita de seus uniformes laranja, que dizia "Mr C" em letra cursiva.

### 1997–2013

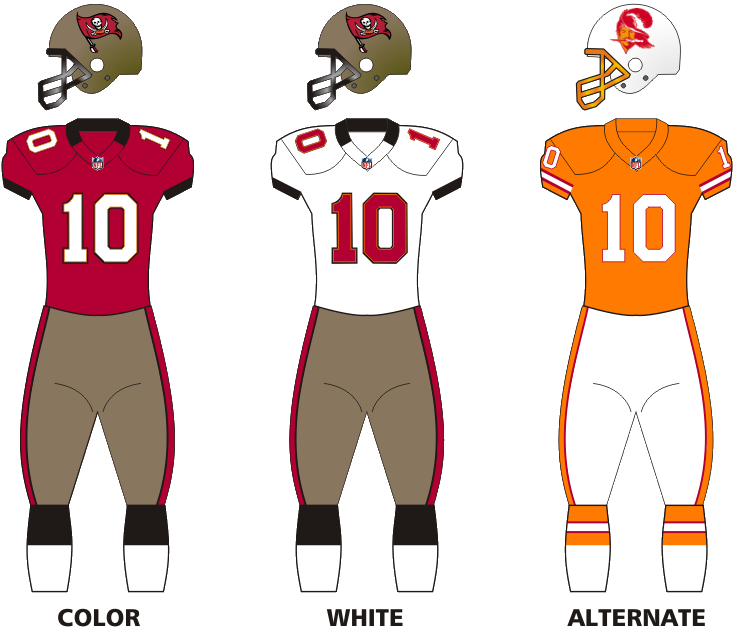
Uniformes dos Buccaneers usados na temporada de 2012, incluindo o uniforme retrô laranja

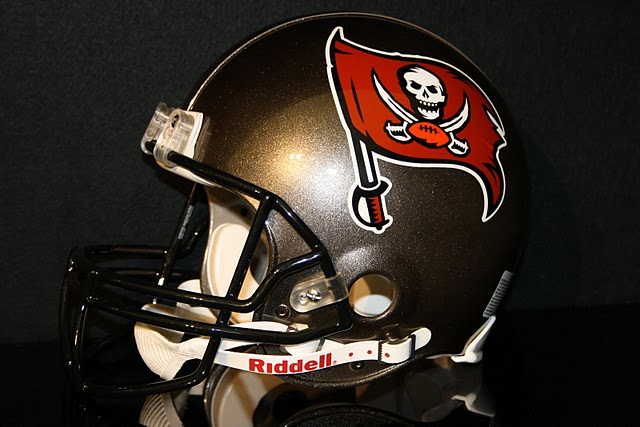
Capacete dos Buccaneers usado de 1997 a 2013

Para a temporada de 1997, os Buccaneers trabalharam com a NFL para desenvolver um visual mais comercializável e intimidador, a fim de melhorar a imagem da equipe. Os Buccaneers mudaram as cores do time para vermelho, preto e laranja. "Bucco Bruce" foi substituído por uma bandeira vermelha varrida pelo vento exibindo um crânio pirata branco e sabres cruzados, que é um Jolly Roger modificado (semelhante ao de Calico Jack). O nome da equipe "Buccaneers" foi escrito em uma nova fonte, Totally Gothic, e era vermelho com sombras de estanho ou vermelho e branco. Chris Berman apelidou-os de "os piratas em calças de estanho", uma peça da ópera de Gilbert e Sullivan, The Pirates of Penzance. Os Buccaneers fizeram uma cerimônia no The Pier em 7 de abril de 1997, na qual Bucco Bruce andou na prancha do navio pirata.
Os novos uniformes foram adotados enquanto o Raymond James Stadium ainda estava em construção e as novas cores seriam proeminentes nas novas instalações. Esse novo esquema de cores lembrava vagamente o do Tampa Bay Bandits, a equipe do USFL que jogou na região de 1983 a 1985 e tinha um esquema de cores vermelho, prata, preto e branco.
Os novos uniformes forneciam uma combinação de camisas vermelhas ou brancas com calças de estanho ou brancas. A combinação de branco sobre branco tem sido usada inúmeras vezes durante a pré-temporada e nos jogos da temporada regular, enquanto a combinação de vermelho sobre branco tem sido usada com muito menos moderação. O vermelho sobre branco foi usado para alguns jogos em casa no horário nobre e outros jogos caseiros selecionados.
Em 2003, os Buccaneers introduziram uma camisa de treino que continha tubagem de laranja. Em 2004, foi usada uma camisa de treino de estanho, com numerais na fonte Totally Gothic. Para 2005, o uniforme contou com um patch comemorando a 30ª temporada do clube.
Como muitas outras equipes da NFL localizadas em climas subtropicais, os Buccaneers tradicionalmente vestem suas camisas brancas em casa durante a primeira metade da temporada - forçando os oponentes a usarem suas cores mais escuras durante os verões e outonos quentes em Tampa. Além disso, o banco de visitantes do Raymond James Stadium está localizado no lado leste do estádio, que está sob luz solar direta para jogos que começam às 13h. Em 1989, os Buccaneers começaram a usar branco em casa para acomodar o daltonismo de Vinny Testaverde. Vinny Testaverde teve maus desempenhos nos uniformes mais escuros (laranja) e persuadiu o técnico Ray Perkins a mudar o uniforme da equipe para o branco. Em certos anos, como 1989, 1990, 1991 e 1996 - o último ano dos uniformes originais, os Buccaneers geralmente usavam branco em casa durante toda a temporada, incluindo a pré-temporada. Desde que os novos uniformes foram adotados, os Buccaneers usam seus jogos em casa durante a segunda metade da temporada, como para quase todos os jogos em casa noturnos. Os Buccaneers usaram suas camisas vermelhas para todos os jogos de pós-temporada em casa, com exceção de um jogo do playoff de 6 de janeiro de 2008 contra os Giants. Os Buccaneers usavam branco naquele dia, já que a temperatura naquele dia era excepcionalmente alta. No Super Bowl XXXVII, em que o Tampa Bay era o time da casa designado, eles optaram por vestir suas camisas vermelhas. Isso ocorreu apesar da temperatura inicial de 27° C, um dos mais quentes Super Bowls já registrados.
A mudança no uniforme dos Buccaneers em 1997 levou a uma ação de 2003 pelos Raiders, que alegaram que a NFL e os Buccaneers haviam infringido os principais elementos da marca registrada dos Raiders, incluindo o logo de pirata. Na mesma ação, os Raiders reclamaram do esquema de cores do Carolina Panthers, que incluía prata e preto. Os Raiders queriam que os tribunais impedissem que os Buccaneers e os Panthers de usarem seus uniformes enquanto jogavam na Califórnia. No entanto, desde que o processo foi arquivado em um tribunal estadual da Califórnia, o processo foi descartado porque apenas os tribunais federais têm jurisdição sobre questões de propriedade intelectual.

### 2014 – Presente
Os Buccaneers revelaram um logotipo e um capacete ligeiramente alterados em 20 de fevereiro de 2014. Em 3 de março de 2014, eles revelaram todo o novo uniforme a ser usado a partir da temporada de 2014. Os números de camisas apresentam um contorno reflexivo de alto-vis, o logotipo do capacete foi renovado e a máscara agora tem um revestimento de efeito cromado. O tom de laranja original Creamsicle dos Bucs foi reintroduzido no uniforme.
Em 2015, os Buccaneers lançaram seu uniforme Color Rush com camisas e calças vermelhas, com números de estanho.

### Uniformes retrô
Após a mudança uniforme em 1997, os Buccaneers não usavam o uniforme antigo, mesmo durante os fins de semana de uniformes "retrô". Os uniformes antigos eram em grande parte evitados pelo clube e a venda de mercadorias da equipe no antigo esquema de cores foi anulada por vários anos. A opinião dos fãs sobre os uniformes antigos era igualmente negativa, embora, após cerca de uma década, uma afeição nostálgica começou a reacender. Em 2008, a equipe revelou que eles usariam uniformes retrô laranja para pelo menos um jogo na temporada de 2009. Seu uso foi em conjunto com a criação de um Anel de Honra dos Buccaneers, coincidindo com o 30º aniversário do título da divisão de 1979.
Os uniformes retrô foi colocada à venda no verão de 2009 e se referiu à cor laranja, não como "Florida Orange", mas como "Orange Glaze". Uma pesquisa considerável foi feita usando fotografias e uniformes antigos para combinar com os esquemas de cores originais. Os uniformes laranja, vermelho e branco debutaram contra o Green Bay Packers (antigo rival de Tampa Bay) em 8 de novembro de 2009. Raymond James Stadium também foi transformado através de banners laranja e logotipos de campo clássicos e fontes de volta ao olhar clássico do estádio de Tampa do final dos anos 70. O jogo retrô se tornou uma tradição anual, mas está em hiato desde 2013 devido a restrições de toda a liga, sugerindo que os jogadores usem o mesmo capacete durante toda a temporada por razões de segurança.

## Fatos e recordes

### Sequência de derrotas

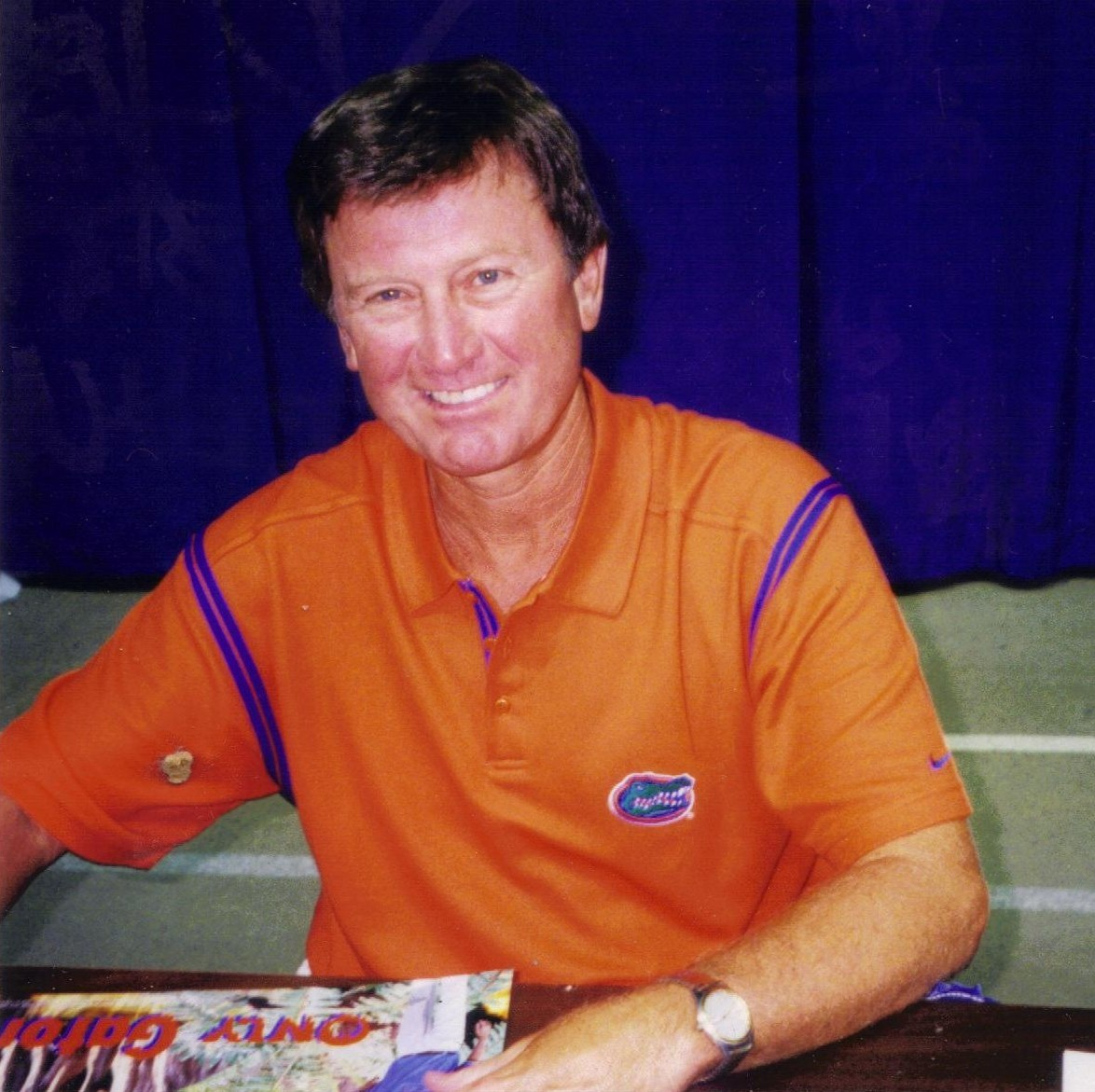
Steve Spurrier foi titular em 12 jogos como quarterback nos Bucs sem vitórias em 1976

Os Buccaneers perderam todos os 14 jogos durante a temporada regular de 1976 e os primeiros 12 jogos da temporada de 1977, para um recorde de 26 derrotas consecutivas. Eles permaneceram como a única equipe da NFL na era moderna a passar por uma temporada sem vitórias até Detroit Lions ter um recorde de 0-16 em 2008 e depois o Cleveland Browns em 2017.
- Tampa Bay teve uma série de 20 derrotas consecutivas contra equipes da AFC que finalmente terminaram com uma vitória por 17-10 em Denver em 26 de dezembro de 1993.[113]
- Em 1980, após derrotar os Bengals no Riverfront Stadium, os Buccaneers começaram uma sequência de 27 jogos perdidos no AstroTurf. A sequência foi quebrada em 1995, com uma vitória sobre os Eagles no Veterans Stadium.
- Desde a inauguração, Tampa Bay perdeu 20 jogos consecutivos em que a temperatura no início do jogo foi inferior a 4° C. A sequência terminou na última semana da temporada regular de 2002, quando venceram os Bears no Champaign (o Soldier Field estava em fase de renovação na época).
- Desde a sua inauguração em 1976 até 1995, Tampa Bay teve um recorde sombrio de 1-19 em jogos disputados na costa oeste. Começando com uma notável vitória em San Diego em 1996, o clube melhorou ligeiramente no fuso horário do Pacífico, tendo um recorde de 6-8 nos próximos 14 jogos, incluindo sua vitória no Super Bowl XXXVII.
- Tampa Bay teve um recorde de 0-6 em seus primeiros seis jogos fora de casa na pós-temporada. Sua primeira vitória nos playoff não veio até a temporada de 2002, no NFC Championship, em Filadélfia.
- De 1990-2001, Tampa perdeu 13 jogos consecutivos fora de casa contra o seu rival Green Bay Packers, incluindo um jogo de playoffs de divisão. A série de derrotas foi quebrada em 2005, quando Tampa Bay venceu por 17-16 no Lambeau Field.
- Desde a sua inauguração até 2008, Tampa Bay nunca tinha ganhado um jogo fora de casa em que eles perdiam por mais de 10 pontos no intervalo. A sequência foi quebrada com duas vitórias de virada em Chicago (28 de setembro de 2008) e em Kansas City (2 de novembro de 2008). A vitória contra o Kansas City fez com que os Buccaneers se recuperassem de um déficit de 21 pontos, o maior retorno da história da franquia.
- Tampa Bay é a primeira equipe desde a fusão AFL-NFL de 1970 a terminar em último lugar em sua divisão por 5 anos consecutivos.

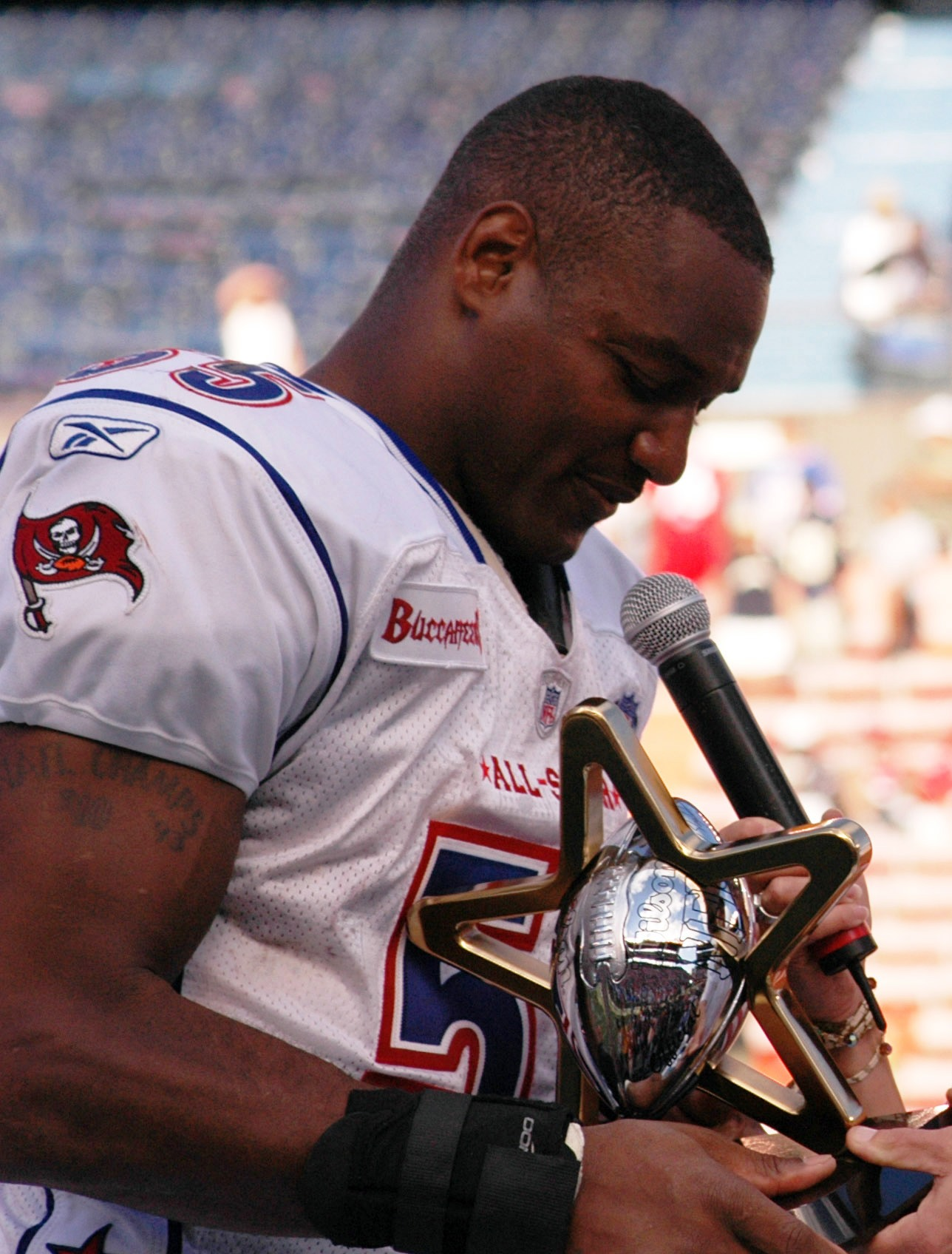
Derrick Brooks desempenhou um papel fundamental nos recordes defensivos que os Bucs defendem.

### Recordes
- O field goal de 62 jardas de Matt Bryant contra os Eagles em 2006 foi o terceiro mais longo da história da NFL. Agora é o sexto[114] - o recorde da NFL é 64 jardas (mantido por Matt Prater, que estava no Denver Broncos na época).[115]
- Os Buccaneers são a primeira equipe de expansão pós-fusão a conquistar um título de divisão, ganhar um jogo de playoff e sediar a Final de conferência. Isso foi conseguido durante a temporada de 1979.
- Eles são o primeiro time desde a fusão a completar uma temporada vitoriosa com 10 ou mais novatos como titulares, o que aconteceu na temporada de 2010.[116]
- Até 16 de dezembro de 2007, os Buccaneers eram a única equipe da NFL a nunca ter retornado um kickoff para um touchdown durante a temporada regular. Essa distinção terminou quando Micheal Spurlock conseguiu durante o jogo da semana 15 contra o Atlanta Falcons.[117]
- Um recorde de 69 jogos consecutivos com pelo menos um sack. O registro (anteriormente 68 por Dallas) foi quebrado em 9 de novembro de 2003 contra Carolina. A sequência terminou na semana seguinte em 16 de novembro de 2003 contra o Green Bay.
- 50 jogos consecutivos com pelo menos um sack e um turnover forçado. A sequência terminou em 16 de novembro de 2003 contra o Green Bay.
- 54 jogos consecutivos com pelo menos um turnover forçado (interceptação ou fumble forçado). A raia terminou em 14 de dezembro de 2003 contra os Texans. O recorde de todos os tempos foi de 71 jogos consecutivos dos Eagles.
- A equipe nunca conseguiu um touchdown de 99 jardas. O registro da equipe é de 98 jardas (4 ocasiões).[118]

### Recordes em uma temporadas
Passando
- Jardas passadas: 5 109 – Jameis Winston (2019)
- Passes para touchdowns: 50 – Tom Brady (2020)
- Passes completados: 354 – Tom Brady (2020)
- Passes tentados: 610 –  Tom Brady (2020)
- Passe mais longo completo: 95 jardas – Josh Freeman (2012)

Correndo
- Jardas terrestres: 1 544 – James Wilder (1984)
- Corridas: 407 – James Wilder (1984)
- Touchdowns terrestres: 13 – James Wilder (1984)
- Mais longa corrida: 84 jardas – Doug Martin (2015)
- Jardas terrestres por jogo: 96.5 jardas – James Wilder (1984)

Recebendo
- Recepções: 106 – Keyshawn Johnson (2008)
- Jardas recebidas: 1 524 – Mike Evans (2018)
- Touchdowns recebidos: 12 – Mike Evans (2014 e 2016)

Retornos
- Mais retornos de Punt: 70 – Danny Reece (1979)
- Mais longo punt retornado: 95 jardas – Jacquez Green (1998)
- Mais longo kickoff retornado: 97 jardas – Clifton Smith (2008) e Sammie Stroughter (2009)

Chutes
- Field goals: 32 – Matt Bryant (2008) e Martin Gramatica (2002)
- Extra Points convertidos: 42 – Martin Gramatica (2000)
- Punts: 100 – Dave Green (1978)
- Jardas no Punt: 4,101 – Josh Bidwell (2005)

### Recordes na carreira
- Jardas passadas: 14 820 - Vinny Testaverde (1987–1992)
- Passes para touchdowns: 88 - Jameis Winston (2015–Presente)
- Jardas terrestres: 5 957 - James Wilder (1981–1989)
- Touchdowns terrestres: 58 - Mike Alstott (1996–2006)
- Recepções: 430 - James Wilder (1981–1989)
- Jardas recebidas: 6,103 - Mike Evans (2014–Presente)
- Passes interceptados: 47 - Ronde Barber (1997–2012)
- Field goals: 137 - Martin Gramatica (1999–2004)
- Pontos: 592 - Martin Gramatica (1999–2004)
- Total touchdowns: 71 - Mike Alstott (1996–2006)
- Média de retorno de punt: 38,0 - Dexter Jackson (1999-2005)
- Média de retorno de Kickoff: 45,0 - Chris Owusu (2012-2014)
- Sacks: 77,0 - Warren Sapp (1995–2003)
- Tackles: 1,297 - Derrick Brooks (1995–2008)
- Vitórias (treinador): 57 - Jon Gruden (2002–2008)

## Jogadores
Predefinição:Elenco do Tampa Bay Buccaneers

### Hall of Famer
| Jogadores                | Jogadores        | Jogadores | Jogadores  | Jogadores  |
| No.                      | Nome             | Posições  | Temporadas | Introdução |
| ------------------------ | ---------------- | --------- | ---------- | ---------- |
| 63                       | Lee Roy Selmon   | DE        | 1976–1984  | 1995       |
| 8                        | Steve Young      | QB        | 1985–1986  | 2005       |
| 64                       | Randall McDaniel | OG        | 2000–2001  | 2009       |
| 99                       | Warren Sapp      | DT        | 1995–2003  | 2013       |
| 55                       | Derrick Brooks   | LB        | 1995–2008  | 2014       |
| 81                       | Tim Brown        | WR        | 2004       | 2015       |
| Treinadores e executivos |                  |           |            |            |
| Nome                     | Nome             | Posições  | Temporadas | Introdução |
| Ron Wolf                 | Ron Wolf         | GM/VP     | 1976–1978  | 2015       |
| Tony Dungy               | Tony Dungy       | Treinador | 1996–2001  | 2016       |

### Números retirados
| No. | Jogadores      | Posições | Temporadas |
| --- | -------------- | -------- | ---------- |
| 55  | Derrick Brooks | LB       | 1995–2008  |
| 63  | Lee Roy Selmon | DE       | 1976–1984  |
| 99  | Warren Sapp    | DT       | 1995–2003  |

### Prêmios individuais
| Jogador Defensivo do Ano |                |          |
| Temporada                | Jogadores      | Posições |
| 1979                     | Lee Roy Selmon | DE       |
| 1999                     | Warren Sapp    | DT       |
| 2002                     | Derrick Brooks | LB       |

| MVP do Super Bowl |                |          |
| Super Bowl        | Jogadores      | Posições |
| XXXVII            | Dexter Jackson | S        |

| MVP do Pro Bowl |                |          |
| Pro Bowl        | Jogadores      | Posições |
| 1982            | Lee Roy Selmon | DE       |
| 2006            | Derrick Brooks | LB       |

| Novato do Ano |                   |          |
| Temporada     | Jogadores         | Posições |
| 1991          | Lawrence Dawsey   | WR       |
| 1992          | Santana Dotson    | DT       |
| 1997          | Warrick Dunn      | RB       |
| 2005          | Cadillac Williams | RB       |
| 2015          | Jameis Winston    | QB       |

| Novato Ofensivo do Ano |                   |          |
| Temporada              | Jogadores         | Posições |
| 1997                   | Warrick Dunn      | RB       |
| 2005                   | Cadillac Williams | RB       |

| \| Treinador do Ano \| \| \| Temporadas \| Treinador \| \| 1997 \| Tony Dungy \| |            |
| Treinador do Ano                                                                 |            |
| Temporadas                                                                       | Treinador  |
| 1997                                                                             | Tony Dungy |

| Prêmio de Homem do Ano Walter Payton |                |          |
| Temporada                            | Jogador        | Posições |
| 2000                                 | Derrick Brooks | LB       |

### Krewe of Honor
Em 1991, a organização iniciou o "Krewe of Honor" para reconhecer os melhores jogadores e contou com um mural da primeira classe de três membros. A exibição estava localizada no lado leste do estádio. O quarterback Doug Williams foi empossado em 6 de setembro de 1992 e o proprietário Hugh Culverhouse em 5 de setembro de 1993. Nenhum membro adicional foi adicionado antes de o Tampa Stadium ser fechado e demolido; quando o estádio foi demolido em 1998, o mesmo aconteceu com o Krewe.
| Ano  | No. | Nome             | Posições  | Temporadas |
| ---- | --- | ---------------- | --------- | ---------- |
| 1991 | 63  | Lee Roy Selmon   | DE        | 1976–1984  |
| 1991 | —   | John McKay       | Treinador | 1976–1984  |
| 1991 | 42  | Ricky Bell       | RB        | 1977–1981  |
| 1992 | 12  | Doug Williams    | QB        | 1978–1982  |
| 1993 | —   | Hugh Culverhouse | Dono      | 1976–1994  |

### Anel de Honra

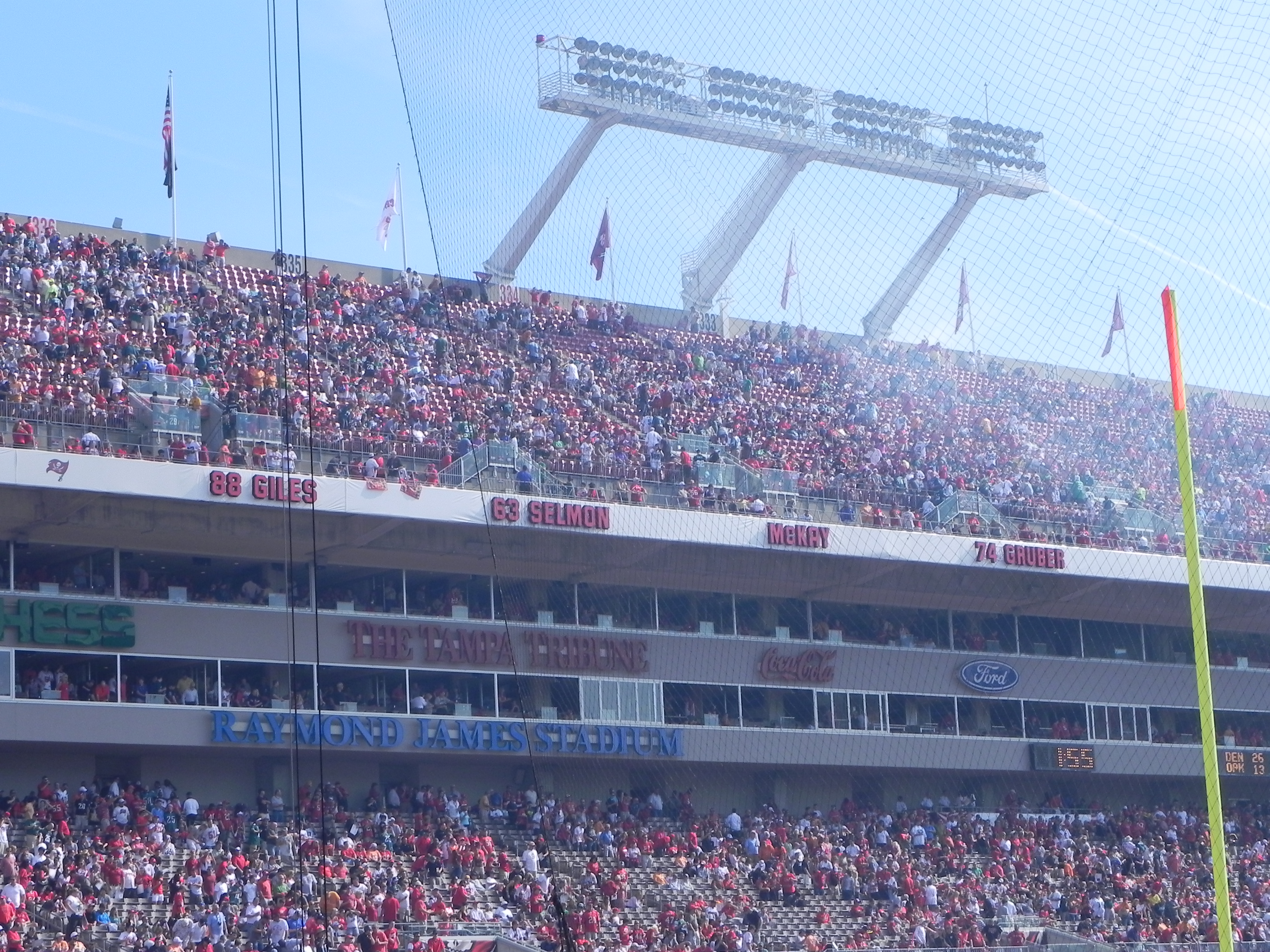
O anel de honra no Raymond James Stadium.

Em 8 de novembro de 2009, a equipe revelou um novo Ring of Honor no Raymond James Stadium.
| Ano  | No. | Nome           | Posições  | Temporadas |
| ---- | --- | -------------- | --------- | ---------- |
| 2009 | 63  | Lee Roy Selmon | DE        | 1976–1984  |
| 2010 | —   | John McKay     | Treinador | 1976–1984  |
| 2011 | 88  | Jimmie Giles   | TE        | 1978–1986  |
| 2012 | 74  | Paul Gruber    | OT        | 1988–1999  |
| 2013 | 99  | Warren Sapp    | DT        | 1995–2003  |
| 2014 | 55  | Derrick Brooks | LB        | 1995–2008  |
| 2015 | 40  | Mike Alstott   | RB        | 1996–2007  |
| 2015 | 12  | Doug Williams  | QB        | 1978–1982  |
| 2016 | 47  | John Lynch     | S         | 1993–2003  |
| 2017 | —   | Malcolm Glazer | Dono      | 1995–2014  |
| 2017 | —   | Jon Gruden     | Treinador | 2002–2008  |
| 2018 | —   | Tony Dungy     | Treinador | 1996–2001  |

## Treinadores
| Treinadores        | Temporadas | V–D–E (%)      | Títulos de Divisão | Wild Card        | NFCChampionship | Títulos da NFC | Super Bowl       |
| ------------------ | ---------- | -------------- | ------------------ | ---------------- | --------------- | -------------- | ---------------- |
| John McKay         | 1976–1984  | 45–91–1 (.332) | 1979, 1981         | 1982             | 1979 (Rams)     |                |                  |
| Leeman Bennett     | 1985–1986  | 4–28–0 (.125)  |                    |                  |                 |                |                  |
| Ray Perkins        | 1987–1990  | 19–41–0 (.317) |                    |                  |                 |                |                  |
| Richard Williamson | 1990–1991  | 4–15–0 (.211)  |                    |                  |                 |                |                  |
| Sam Wyche          | 1992–1995  | 23–41–0 (.359) |                    |                  |                 |                |                  |
| Tony Dungy         | 1996–2001  | 56–46–0 (.549) | 1999               | 1997, 2000, 2001 | 1999 (Rams)     |                |                  |
| Jon Gruden         | 2002–2008  | 60–57–0 (.513) | 2002, 2005, 2007   |                  | 2002 (Eagles)   | 2002           | XXXVII (Raiders) |
| Raheem Morris      | 2009–2011  | 17–31–0 (.354) |                    |                  |                 |                |                  |
| Greg Schiano       | 2012–2013  | 11–21–0 (.344) |                    |                  |                 |                |                  |
| Lovie Smith        | 2014–2015  | 8–24–0 (.250)  |                    |                  |                 |                |                  |
| Dirk Koetter       | 2016–2018  | 19–29–0 (.396) |                    |                  |                 |                |                  |
| Bruce Arians       | 2019–2021  | 21–14–0 (.600) |                    |                  |                 |                |                  |

## Cultura
A Triumph of the Heart: The Ricky Bell Story é um filme feito para a televisão que relata a vida do falecido running back dos Buccaneers, Ricky Bell. O filme se passa através de uma reencenação dramática da temporada de 1981, incluindo imagens reais da jogabilidade em torno do papel dramatizado de Mario Van Peebles, interpretando o próprio Bell. Bell se encontra fazendo amizade com uma criança deficiente que se inspira para se tornar melhor em seus próprios caminhos. Também inclui outros ex-jogadores dos Buccaneers, como Lee Roy Selmon, Charley Hannah e Doug Williams (apenas através de imagens).

## Cheerleaders
Os Bucs criaram uma esquadra oficial de líderes de torcida em sua primeira temporada, chamada de "Swash-Buc-Lers". Em 1999, eles foram renomeados como "Tampa Bay Buccaneers Cheerleaders".

## Rádio e televisão
As estações de rádio atuais dos Buccaneers são WXTB 97.9 FM e WDAE 620 AM. O locutor desde 1989 tem sido Gene Deckerhoff. O ex-executivo dos Bucs, Dave Moore, se juntou à Deckerhoff como analista para a temporada de 2007. T. J. Rives trabalha como repórter.
Os Bucs foram transmitidos em rádio FM desde que assinaram com o Top 40 da estação WRBQ-FM em 1992. A equipe mudou-se para WQYK-FM em 1994, depois para WFUS em 2004 e depois para WXTB em 2017.
Enquanto jogos da temporada regular e pós-temporada na NFL são todos transmitidos por contratos de televisão nacionais na CBS, Fox, NBC, ESPN e NFL Network, as transmissões de televisão são na maior parte tratadas pelas equipes individuais. A partir da temporada de 2011, os jogos da pré-temporada não selecionados para a transmissão nacional são vistos no Canal 10 da WTSP. O canal 9 da WFTV transmite a transmissão na área de Orlando.